# Pobělohorské konfiskace

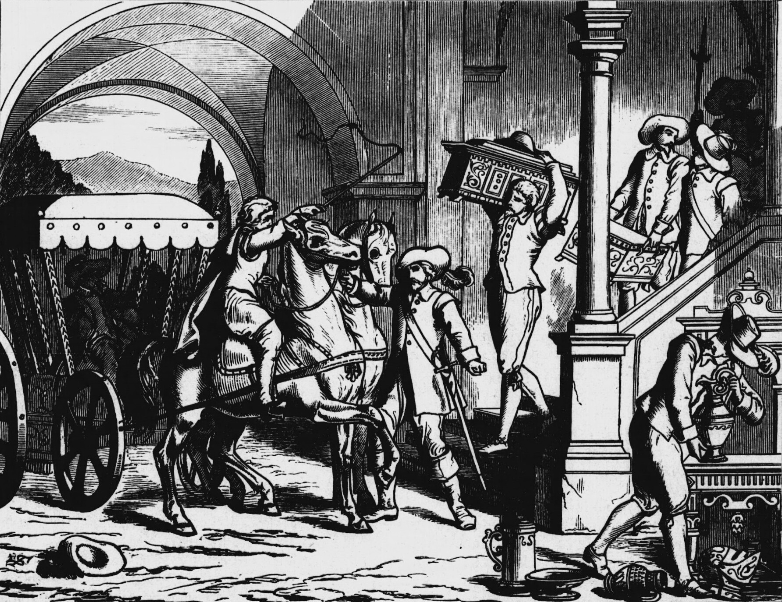
Královská komise zabavuje statky povstalců (Česko-moravská kronika, J. Scheiwl, 1891)

Pobělohorské konfiskace byl proces vyvlastnění majetku účastníků českého stavovského povstání z let 1618–1620 po bitvě na Bílé hoře. Ve dvacátých letech 17. století tak došlo k zásadní proměně ve vlastnictví statků v Českém království. V Čechách z celkového počtu 926 propadlo konfiskaci 491 statků, z toho 182 větších panství. Na Moravě se konfiskace dotkla více než 150 panství a statků. V Čechách a na Moravě vznikla řada velkých panství na úkor stovek drobných rytířských statků, druhá vlna konfiskací po vraždě Albrechta z Valdštejna znamenala zásadní průlom do národnostního složení šlechty v Českém království. Nepřímým důsledkem konfiskací byla také rekatolizace českých zemí, protože majetek povstalců přecházel do rukou stoupenců Habsburků a nekompromisních katolíků z řad šlechty a církevních institucí.

## Úvod

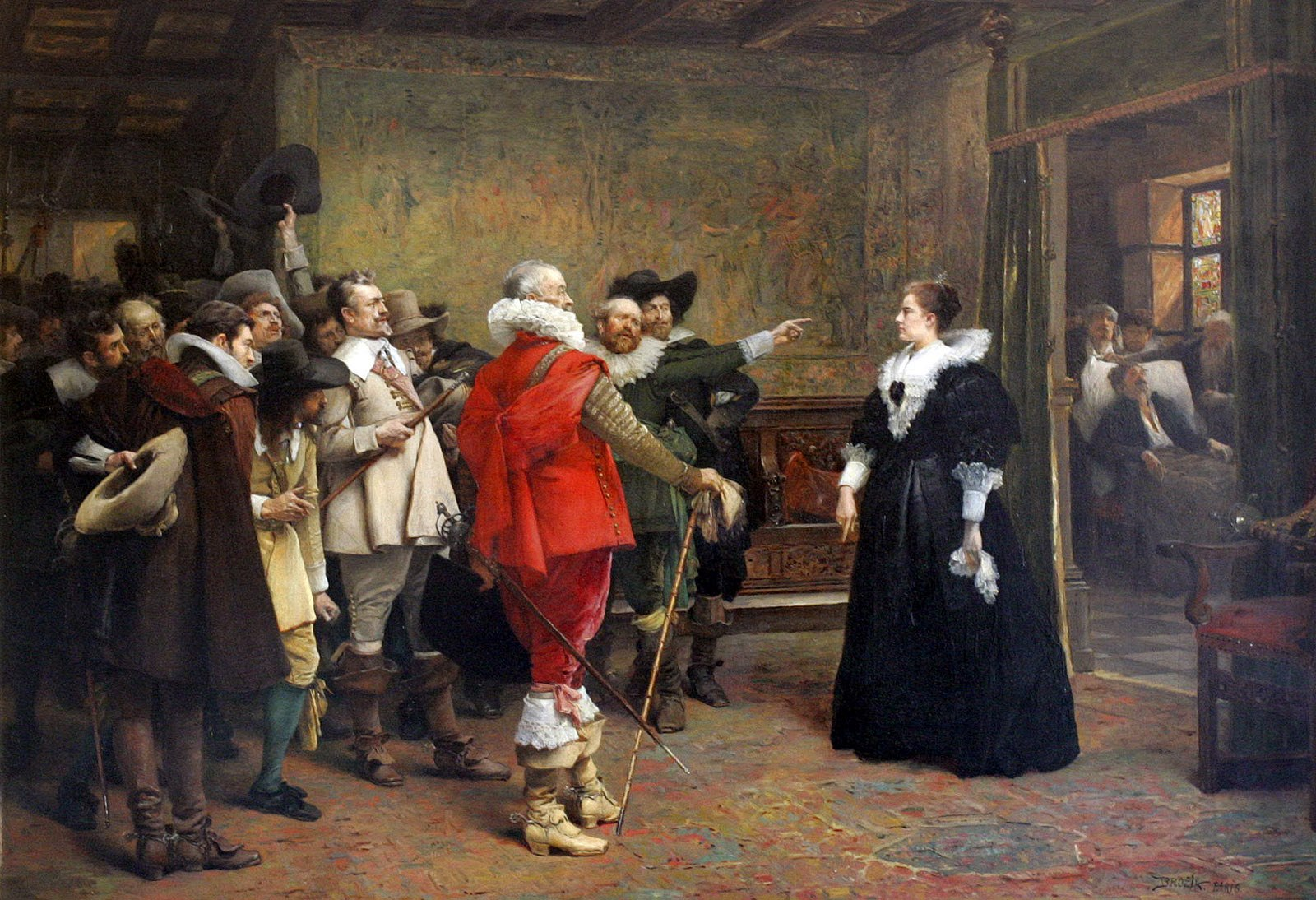
Polyxena z Lobkovic s předáky stavovského povstání ve svém paláci, obraz Václava Brožíka

Po porážce stavovského povstání v bitvě na Bílé hoře se císař Ferdinand II. vypořádal s účastníky vzpoury. Po popravě 27 stavovských předáků z řad šlechty a měšťanů následovala exekuce na majetku dalších účastníků povstání, kteří v hojné míře odcházeli do emigrace. V Čechách byly konfiskacemi postiženy tři čtvrtiny území, na Moravě se jednalo o víc než třetinu území. V první vlně konfiskací v Čechách získali značné majetky příslušníci cizích rodů (Buquoyové, Trauttmansdorffové), největší podíly ale připadly domácí šlechtě (Valdštejnové, Trčkové, Černínové, Martinicové, Lobkovicové), Moravu prakticky ovládli Lichtenštejnové a Ditrichštejnové. Až druhá vlna konfiskací po vraždě Albrechta z Valdštejna způsobila významnou proměnu v národnostním složení šlechty v Čechách (Gallasové, Piccolominiové, Colloredové).

Expanzí bohatých rodin českého i cizího původu a začleňováním drobných statků do velkých panství znamenaly pobělohorské konfiskace především likvidaci nižší šlechty, měšťanů a pozemkového majetku měst. V Čechách a na Moravě prakticky vymizel rytířský stav, na konfiskacích se obohatily i církevní instituce (pražské arcibiskupství, olomoucké biskupství), kláštery a řády (jezuité). I když prioritním cílem konfiskací byla hmotná likvidace stavovské opozice, druhý efekt obohacení korunního majetku byl mizivý, protože drtivá většina zabavených statků byla v krátké době darována nebo za výhodných podmínek prodána císařovým příznivcům, potažmo věřitelům. Spekulační nákupy konfiskátů byly v mnoha případech předmětem soudních sporů s přesahem až do 18. století, dotýkaly se i nejvlivnějších rodin (Lichtenštejnové).

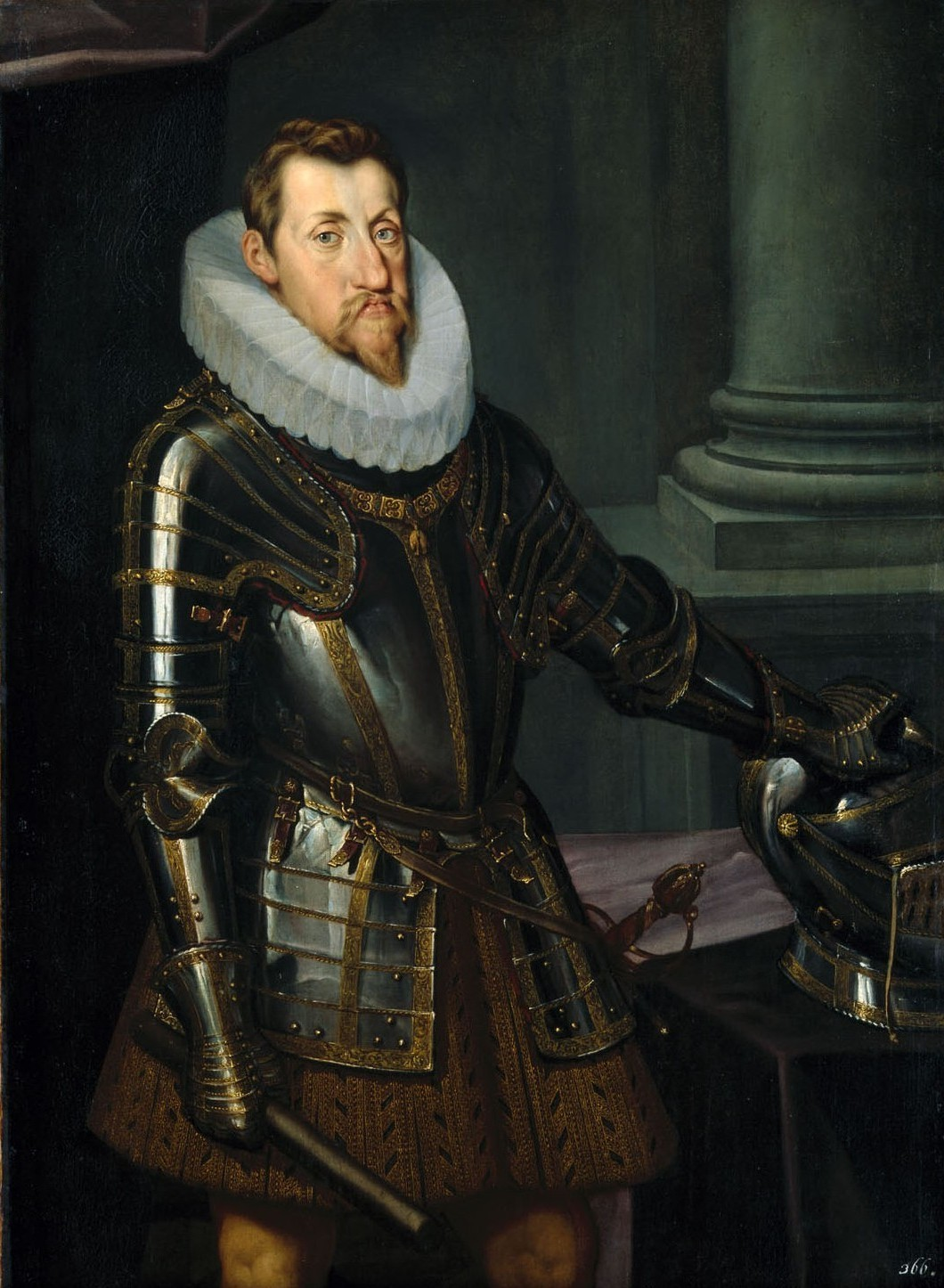
Císař Ferdinand II.

Největším nabyvatelem konfiskátů v první vlně po roce 1620 byl Albrecht z Valdštejna, který nejprve uplatnil své dědické nároky na majetek nejbohatšího českého rodu Smiřických a dalšími nákupy vytvořil v severních a východních Čechách enklávu Frýdlantské vévodství. Z řad české šlechty se v pobělohorských konfiskacích významně uplatnili Trčkové z Lípy, Černínové z Chudenic, Martinicové nebo Lobkovicové. Z přistěhovalých rodů získali rozsáhlé majetky přetrvávající až do 20. století Buquyové, Trauttmansdorffové, Nosticové a Thun-Hohensteinové, v menším měřítku se to týkalo dále například Metternichů. Na Moravě svá dědictví z předešlých století rozšířili Lichtenštejnové a Ditrichštejnové.
Druhá vlna konfiskací navazovala na exekuci Albrechta z Valdštejna a jeho přívrženců (Adam Trčka, Vilém Kinský, Kristián z Ilova) v roce 1634. Díky rozsahu Frýdlantského vévodství Albrechta z Valdštejna i majetku Trčků došlo k dalšímu významnému přesunu majetku (převážně v severních a východních Čechách), vesměs ve prospěch císařských generálů, kteří se více či méně podíleli na Valdštejnově pádu. Valdštejnské konfiskace ovlivnily národnostní skladbu české šlechty, zabavené statky získali vysocí důstojníci císařské armády italského, německého či francouzského původu. Největší podíly získali maršál Matyáš z Gallasu (Frýdlant, Liberec), maršál Ottavio Piccolomini (Náchod), generál Rudolf z Colloreda (Opočno) a generál Jan z Aldringenu (Teplice). Kromě Colloredů jejich potomstvo však vymřelo již v 17. a 18. století, menší zisky dalších generálů zůstaly v majetku přímého potomstva až do roku 1945 (Desfoursové – Hrubý Rohozec).

## Konfiskační proces v Čechách

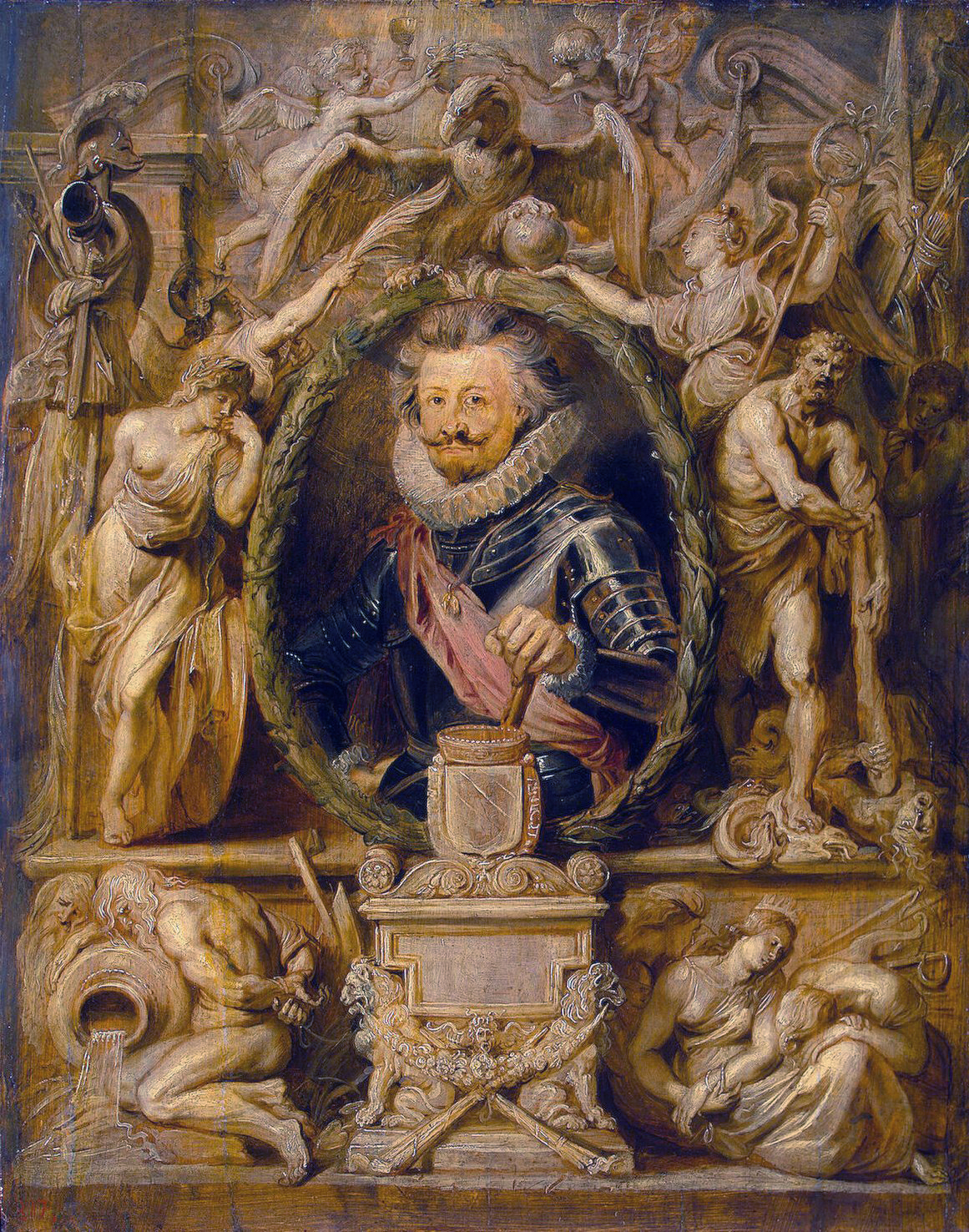
Císařský generalissimus Karel Bonaventura Buquoy (1571–1621)(Peter Paul Rubens)

Zabírání majetku účastníků povstání začalo ještě před Bílou horou živelným způsobem, nicméně s císařovým souhlasem. První konfiskace probíhaly s postupem císařské armády z Bavorska přes jižní Čechy k Praze. Císařským vojevůdcům bylo povoleno, aby si ponechali velká panství, která sami dobyli. Nejvýznamnějším příkladem byl generalissimus hrabě Karel Buquoy (1571–1621), který takto převzal značný podíl obrovského majetku Petra ze Švamberka († 1620). Petr II. ze Švamberka byl jako nejvyšší dvorský sudí předním účastníkem stavovského povstání a jako univerzální dědic Rožmberků také jedním z největších pozemkových vlastníků v Čechách, zemřel však již v květnu 1620. Karel Buquoy získal bez úředního odhadu darem obrovský majetek v jižních Čechách zahrnující město Rožmberk, 11 městeček, 170 vesnic a rozsáhlé lesní porosty v Pošumaví (panství Rožmberk, Nové Hrady, Libějovice). Buquoyové byli také jedním z mála rodů, kteří se z přistěhovalecké vlny po roce 1620 udrželi na získaných statcích až do roku 1945. Rozklad švamberského dědictví pokračoval darováním Orlíka a Zvíkova přednímu císařskému dvořanovi Janu Oldřichovi z Eggenbergu (1568–1634), který navíc z někdejšího rožmberského dominia získal i Český Krumlov (ten ale patřil od roku 1602 císaři) a titul krumlovského vévody. Další díl švamberského dědictví, panství Třeboň spolu se Soběslaví a Veselím nad Lužnicí převzal sám císař Ferdinand II. a jednalo se o jeden z mála konfiskátů, který zůstal v majetku císařské rodiny delší dobu, než jej v roce 1661 získali Schwarzenbergové. Dalšími nákupy a výhodnými sňatky pak v 18. a 19. století Schwarzenbergové navázali na někdejší rozsah dominia Rožmberků.

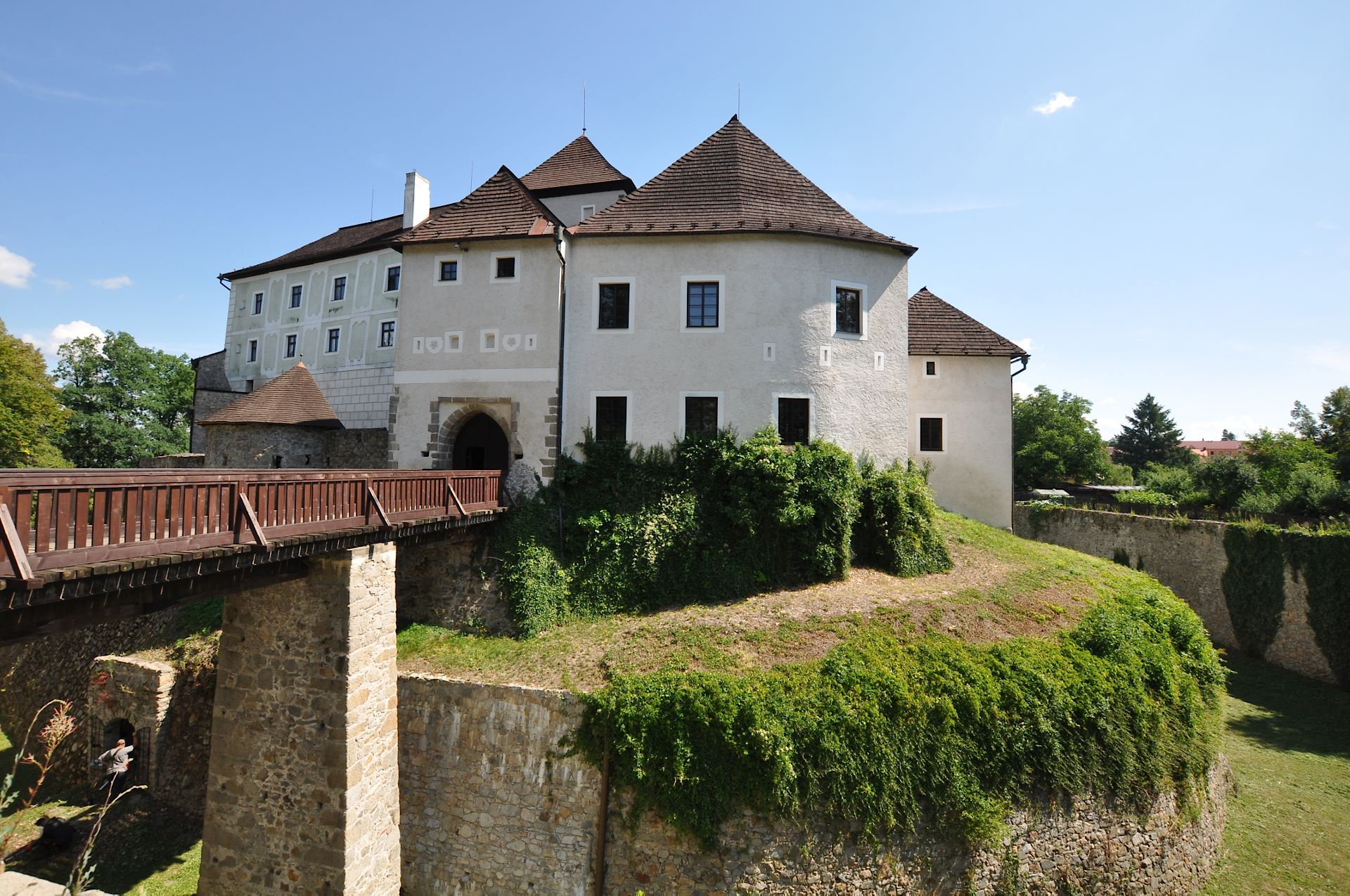
Hrad Nové Hrady

Podobně jako Buquoy získal rozsáhlé statky darem Baltasar Marradas (1560–1638), který si z obsazených lokalit mohl ponechat Hlubokou, Mladou Vožici a řadu dalších drobných statků. V jižních Čechách se usadil také generál nizozemského původu Martin de Hoeff-Huerta († 1637), který zabral Velhartice a do dědičného vlastnictví získal dokonce královské město Písek. Z dalších obdarovaných, kteří za své nabyté statky nemuseli nic platit, uveďme saského vévodu Julia Jindřicha (1586–1665), který získal západočeský Ostrov v protihodnotě 150 000 zlatých. Pohledávky za válečné výdaje uplatnili ve svých transakcích také další císařští důstojníci, kteří velmi levně získali rozsáhlá panství Chodová Planá (Theodor z Heimhausenu), Humpolec (Filip ze Solmsu), Kamenice nad Lipou (Jindřich Paradies) nebo Šluknov (Volf z Mansfeldu).
Bezplatné převody a dary dosáhly v hodnotě konfiskovaných statků nakonec sumu více než tři milióny zlatých. Netýkalo se to jen výše uvedených císařských vojevůdců, ale také církevních institucí, klášterů a řádů. Pražské arcibiskupství uplatnilo nárok na panství Červená Řečice (které mu již patřilo v minulosti), Týn nad Vltavou nebo Rožmitál pod Třemšínem. V západních Čechách zbohatly kláštery v Plasech (Kralovice) a Teplé. Strahovský klášter dostal darem Milevsko a Želiv, zbraslavský klášter obdržel panství Komořany. V bezprostředním okolí Prahy získal řadu statků řád křižovníků s červenou hvězdou. Pobělohorské období bylo etapou expanze řádu jezuitů, kteří v různých lokalitách také obdrželi četné statky. Největší zisky si připsala jezuitská kolej v Praze, která darem získala statky v severních Čechách v hodnotě 200 000 zlatých (Úštěk, Liběšice).

### Rody postižené konfiskacemi

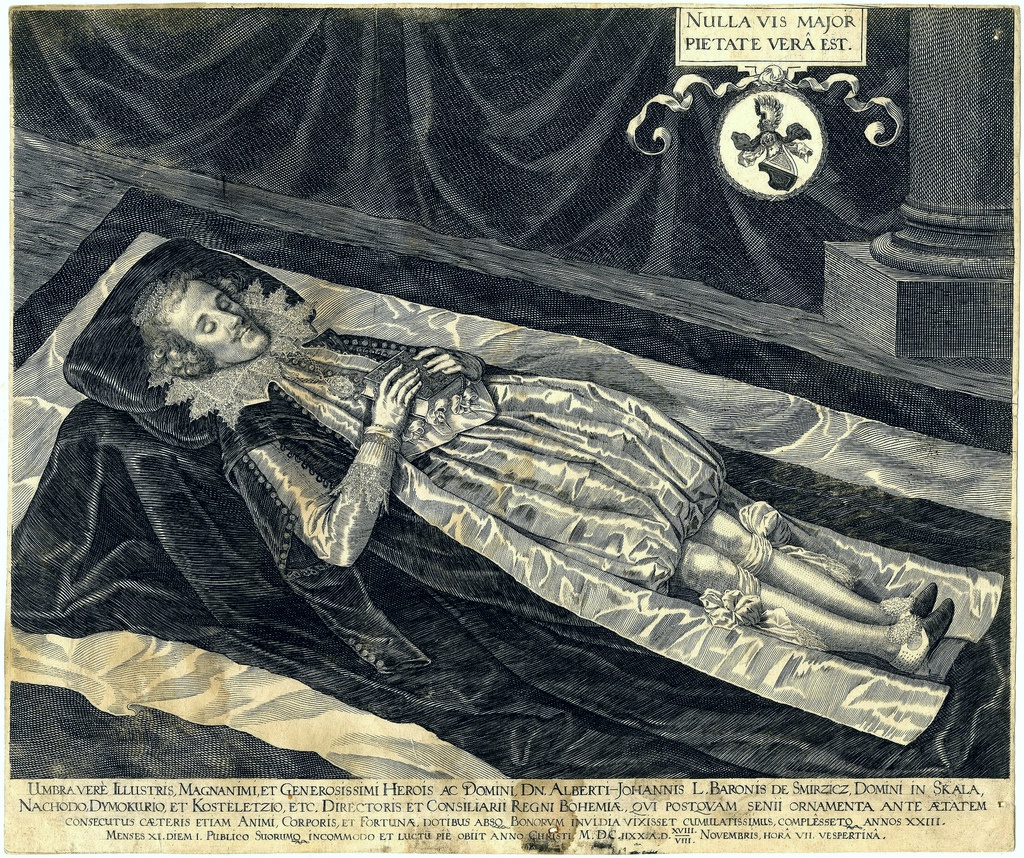
Albrecht Jan Smiřický (1594–1618) na smrtelném loži

Nejbohatšími pozemkovými vlastníky z řad povstalců byli Albrecht Jan Smiřický a Petr ze Švamberka. Oba zemřeli ještě v průběhu povstání, a i když se příbuzní snažili zvrátit konfiskační proces, obrovská výše jejich majetku byla pro královskou komoru a následné nabyvatele natolik důležitá, že se jejich majetek v konfiskacích rozplynul. Statky Petra ze Švamberka si rozdělili generál Karel Buquoy, císařský nejvyšší hofmistr Jan Oldřich Eggenberg a sám Ferdinand II., dědictví Smiřických po složitém vyjednávaní získal Albrecht z Valdštejna. V žebříčku nejbohatších šlechticů následovaly manželky předních císařských přívrženců Polyxena z Lobkovic a Lucie Otýlie Slavatová, na pátém místě stál Adam Hrzán z Harasova, jehož podíl na stavovském povstání byl diskutabilní a měl spíše jen finanční charakter, jeho dědicové ale konfiskaci majetku předešli nevýhodným prodejem rodového majetku (Lanškroun, Lanšperk) Karlovi z Lichtenštejna v roce 1622. Jednalo se o rozsáhlé panství se čtyřmi městy (Ústí nad Orlicí, Lanškroun, Česká Třebová, Jablonné nad Orlicí) a desítkami vesnic. Významným pozemkovým vlastníkem byl Rudolf Žejdlic ze Šenfeldu, který zemřel v průběhu konfiskací v roce 1622. Více než skutečná míra provinění v době stavovského povstání přispěla k zabavení majetku jeho velikost – na panstvích Polná a Choceň patřilo Zejdlicovi bezmála šedesát vesnic. Choceň převzal dočasně Albrecht z Valdštejna, zatímco Polná s Přibyslaví se staly jedním ze stěžejních majetků knížat Ditrichštejnů.
Na seznamu povstalců se ocitli i bohatí příslušníci rodů, které se v 16. století podílely na vzniku habsburského soustátí. Týká se to například Redernů, jimž patřily rozsáhlé majetky v severních Čechách (Liberec, Lemberk, Frýdlant). Na získání jejich statků vynaložil značné úsilí Albrecht z Valdštejna, který je získal nejprve jako léno (1621) a krátce poté i dědičně (1622). Pobělohorské konfiskace ukončily v Čechách také existenci rodu Gryspeků, z nějž Florián Gryspek (1504–1588) patřil k významným osobnostem vlády Ferdinanda I. Generace jeho vnuků ztratila v konfiskacích honosné renesanční zámky a majetek v různých částech Čech (Kaceřov a Kralovice připadly plaskému klášteru, Rožmitál získalo pražské arcibiskupství a Nelahozeves koupila kněžna Polyxena z Lobkovic). Z významných dvořanů Ferdinanda I. získal velký majetek na Příbramsku říšský vicekancléř Jiří z Lokšan (1491–1551), původem z Německa. Také jeho potomstvo svůj majetek ztratilo v konfiskacích (Březnice, Tochovice).
V severních a západních Čechách propadly konfiskaci rozsáhlé majetky zdomácnělých rodů Šliků (Sokolov), Sahlhausenů (Česká Lípa, Benešov nad Ploučnicí) a Fictumů (Klášterec nad Ohří, Prunéřov, Podbořany), v návaznosti na Obnovené zřízení zemské a exodus protestantských rodů pak došlo k majetkovém přesunu ve prospěch Thun-Hohensteinů, kteří skoupili celé Děčínsko od několika členů rodu z Bünau. Před konfiskační komisí se ocitlo celkem 18 členů původně německého rodu Štampachů, jimž v severních Čechách patřily rozsáhlé statky. Jejich největší panství získali v konfiskacích Jaroslav Bořita z Martinic (Ahníkov, Hasištejn), Vilém Verdugo (Doupov) nebo Vratislav z Fürstenberka (Mšec). Také na štampachovských konfiskacích se obohatili Thun-Hohensteinové (Felixburg).
Ve středních Čechách byla sice značná část statků v přímém majetku císaře (Karlštejn, Křivoklát, Mělník, Brandýs nad Labem), v okolí Prahy ale značný majetek shromáždil Karel Mracký z Dubé († 1623; Pyšely, Polní Voděrady, Svojšice), který byl za Fridricha Falckého nejvyšším zemským sudím. Po Bílé hoře byl odsouzen ke ztrátě dvou třetin jmění, ale protože těsně před smrtí přestoupil na katolickou víru, většina statků byla vrácena jeho potomkům, i když v některých případech museli bývalý majetek vykoupit od nových nabyvatelů (Svojšice). Na Benešovsku vlastnil rozsáhlý majetek Jan Ostrovec z Kralovic (Vlašim), v jeho případě byla ohromující výše hotovosti a klenotů v hodnotě 150 000 zlatých (převedeno do přímého vlastnictví Ferdinanda II.). Vlašimské panství poté koupil člen konfiskační komise Bedřich z Talmberka.

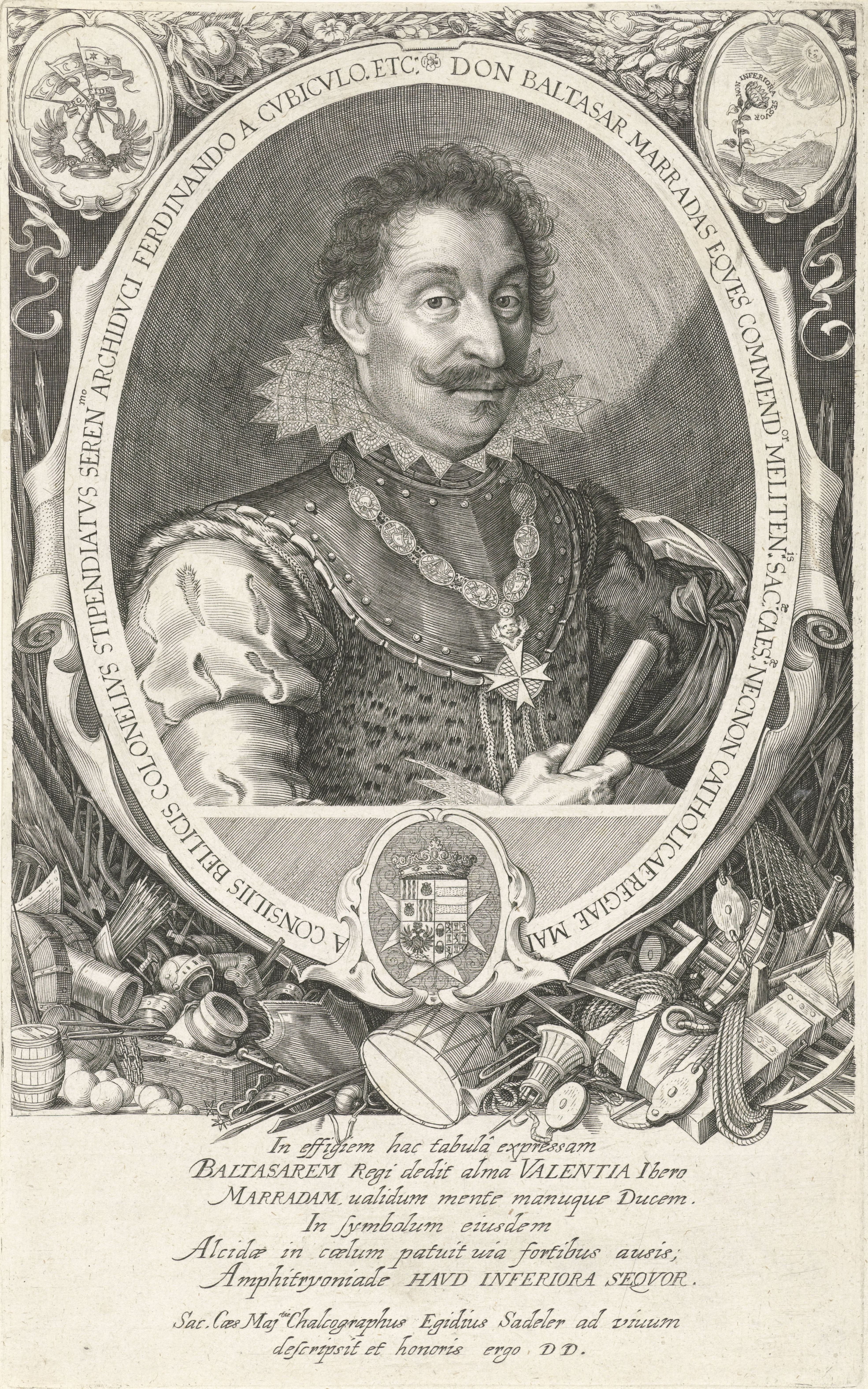
Generál Baltasar Marradas (1560–1638)

Značný majetek byl zabaven dvojici předních velitelů stavovského vojska, z nichž ani jeden nebyl českého původu. Polní maršál stavovské armády Linhart Colona z Felsu (1565–1620) padl ještě během povstání a jeho majetek byl zkonfiskován posmrtně. Jednalo se o rozsáhlá západočeská panství Andělská Hora, Kysibel (Stružná), Bochov a Hartenštejn, která pak za 114 000 zlatých koupil Heřman Černín z Chudenic. Když Colonnovi synovci v roce 1628 opouštěli České království kvůli víře, prodali i zbytek svého majetku v západních Čechách. Panství Nejdek koupil opět Heřman Černín z Chudenic, panství Javorná získal císařský diplomat Gerhard z Questenbergu. Další významný důstojník stavovského vojska hrabě Jindřich Matyáš Thurn (1567–1640) vlastnil v Čechách Veliš a Vintířov. Východočeské panství Veliš získal za bezmála 100 000 zlatých Albrecht z Valdštejna, zatímco Thurnova manželka Zuzana Alžběta, rozená z Tiefenbachu, obhájila nárok na severočeský Vintířov. Výjimečným případem je rakouský šlechtic Jan Bernard Fünfkirchen (1561–1621), který se do Čech přistěhoval teprve počátkem 17. století a jako přední účastník stavovského povstání zemřel ve vězení na Zbirohu. Jeho statky v jižních a východních Čechách zabrali generálové Baltazar Marradas (Mladá Vožice) a Albrecht z Valdštejna (Hostinné), rakouské statky Fünfkirchen a Wilfersdorf získali kardinál Ditrichštejn a Gundakar z Lichtenštejna.
Proces konfiskací se prakticky vyhnul středním Čechám, což bylo dáno tím, že zde byla řada velkých panství v majetku královské komory (Mělník, Brandýs nad Labem, Benátky nad Jizerou, Poděbrady, Přerov nad Labem). Ze stejného důvodu byl konfiskacemi nejméně postižen Rakovnický kraj, kde se nacházela rozsáhlá korunní panství Karlštejn, Křivoklát a Krušovice. Na rozhraní středních a jižních Čech se nacházely bohaté statky několika příslušníků rodu Hodějovských z Hodějova. Všichni byli postiženi konfiskacemi a jejich statky skoupili Pavel Michna z Vacínova (Konopiště, Tloskov, Týnec nad Sázavou) a strahovský klášter (Milevsko).

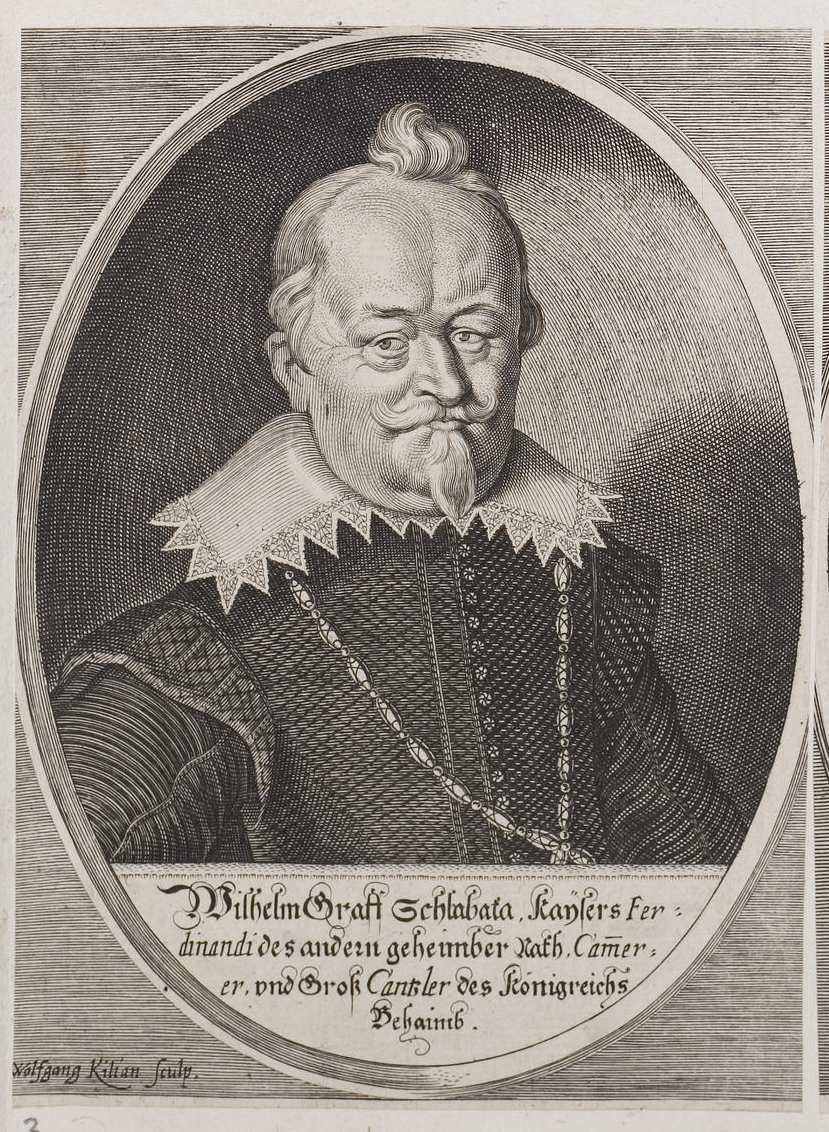
Hrabě Vilém Slavata (1572–1652)

Stoprocentní konfiskace majetku pochopitelně postihla všechny účastníky povstání popravené na Staroměstském náměstí, v celkovém kontextu konfiskačního procesu a majetku zabaveného Švamberkům, Smiřickým nebo pozdějším emigrantům se ale nejednalo o nijak zásadní proměnu ve skladbě vlastnictví velkostatků. Z popravených stál hierarchicky nejvýše Jáchym Ondřej Šlik (1569–1621), jehož rod již od roku 1437 užíval titulu říšských hrabat. Sám Jáchym Ondřej však ani v rámci celého rodu Šliků nepatřil k nejbohatším, patřily mu severočeské Svijany s polovinou města Turnova a 40 vesnicemi. Tento majetek získal Albrecht z Valdštejna, který velmi levně skoupil také majetek dalšího z popravených, Václava Budovce z Budova (1551–1621; Mnichovo Hradiště, Zásadka, Klášter Hradiště). Na popravišti skončil také Kryštof Harant z Polžic a Bezdružic (1564–1621), významná renesanční osobnost. Jeho panství Pecka z konfiskací zpětně odkoupila jeho manželka Anna Salomena, ale nakonec je musela pod nátlakem odprodat Albrechtovi z Valdštejna. Nejstarším z popravených na Staroměstském náměstí byl Kašpar Kaplíř ze Sulevic(1536–1621), jehož statky na Voticku (Miličín, Neustupov) získal za 70 000 zlatých Martin Hoeff-Huerta. Samotné Votice byly v té době převedeny na Kašparovy vnuky, ale nakonec i toto panství propadlo konfiskaci a koupil je člen konfiskační komise Sezima z Vrtby. Z rytířského stavu byl nejbohatším popraveným Bohuslav z Michalovic (1565–1621), jehož severočeská panství Nové Sedlo a Ervěnice získali Lobkovicové. Jindřich Otta z Losu (1542–1621) pocházel z německého rodu, dlouhodobě ale naturalizovaného v Čechách. Jeho majetek v Komárově na Berounsku s 11 vesnicemi a již tehdy rozvinutým železářstvím získali v konfiskačním procesu Martinicové. Z popravených měšťanů vlastnili značný majetek kutnohorský primátor Jan Šultys z Felsdorfu nebo žatecký primátor Maxmilián Hošťálek z Javořice, jejich nemovitosti a pozemky byly taktéž zkonfiskovány a rozprodány.
Z dalšího vysokého počtu rodin, z nichž konfiskace postihly více členů a pro další existenci v Čechách byly prakticky likvidační, to byli Bechyňové z Lažan, Berbisdorfové, Boryňové ze Lhoty, Čejkové a Dvořečtí z Olbramovic, Dobřenští z Dobřenic, Dohalští, Donínové, Doupovcové, Hozlaurové, Hrobčičtí z Hrobčic, Chotkové, Kapounové ze Svojkova, Kelblové z Gejzingu, Křinečtí z Ronova, Lukavečtí, Malovcové, Myškové ze Žlunic, Pecingarové z Bydžína, Pešíkové z Komárova, Pětipeští, Račínové z Račína, Robmhapové ze Suché, Říčanští z Říčan, Sekerkové ze Sedčic, Střelové z Rokyc, Stubenberkové, Údrčtí z Údrče, Vančurové z Řehnic, Vidršperkárové. Jen v několika výjimečných případech se konfiskacemi zchudlé rodiny domohly později opět vyššího postavení. Nejvýznamnější je příklad Chotků, kteří klesli prakticky na pozici bohatších sedláků, ale souhrou šťastných okolností dosáhli v 18. století hraběcího titulu, značného majetku a předního postavení v habsburské monarchii.

### Konfiskační komise

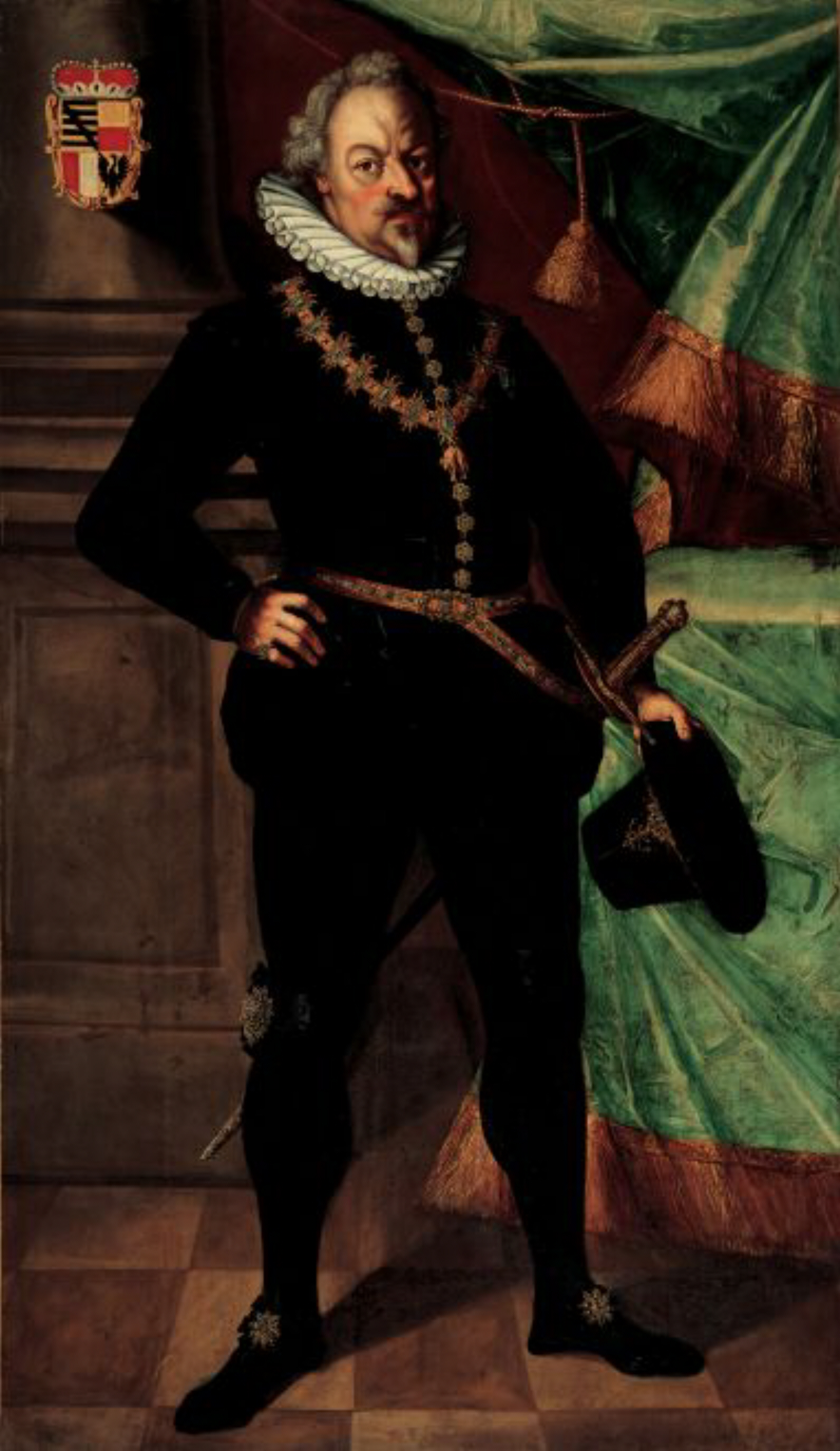
Český místodržitel kníže Karel z Lichtenštejna (1569–1627)

Konfiskace statků povstalců a jejich následný rozprodej byl složitým a často velmi nepřehledným procesem plným spekulací, nadhodnocených či naopak velmi nízkých úředních odhadů podle toho, jak to které straně vyhovovalo. Manželky vzbouřenců se snažily domáhat svých pojištěných věn na zabavených statcích, noví nabyvatelé si naopak nezřídka stěžovali na příliš vysoké ceny s ohledem na válkou zdevastovaná panství. Řada malých statků i rozsáhlých panství se stala předmětem spekulací a během několika málo let i několikrát změnila majitele. Mezi novými vlastníky probíhaly velké výměnné obchody v zájmu scelování majetku, k největším takovým transakcím došlo například mezi Albrechtem z Valdštejna a Marií Magdalenou Trčkovou z Lípy. Po popravě 27 předáků povstání na Staroměstském náměstí upustil císař Ferdinand II. od dalších hrdelních trestů, především s ohledem na vysoký počet povstalců, a v červenci 1621 vyhlásil generální pardon. Všichni účastníci vzpoury však byli zároveň vyzváni, aby se dostavili k českému místodržiteli Karlovi z Lichtenštejna, aby jim podle výše majetku byla vyměřena pokuta. V únoru 1622 byla ustavena konfiskační komise, jíž předsedal Karel z Lichtenštejna, který ovšem v té době pobýval ve Vídni. Jeho pravomoci dočasně převzal místopředseda komise Adam z Valdštejna, dalšími členy byli Bedřich z Talmberka, Kryštof Vratislav z Mitrovic, Sezima z Vrtby, Vilém mladší z Lobkovic, Volf Ilburk z Vřesovic, dále pak několik právníků a příslušníků městského stavu. Vyšetřováním míry provinění byl pověřen královský prokurátor Přibík Jeníšek z Újezda. Ten se také sám na konfiskacích obohatil, když koupil například Březnici z bývalého majetku Lokšanů. Podobně tak činili i členové konfiskační komise díky tomu, že měli jako první přístup k informacím o konfiskovaných statcích. Karel z Lichtenštejna se angažoval především na Moravě, ale z dalších členů konfiskační komise se výrazně obohatil například Adam mladší z Valdštejna, který v severních Čechách koupil rozsáhlé statky zkonfiskované Berkům z Dubé, s nimiž pak dále obchodoval se svým příbuzným Albrechtem z Valdštejna.
Samotným iniciátorem myšlenky konfiskací jako trestu pro vzbouřence byl nejvyšší kancléř Vilém Slavata (1572–1652), který jako oběť defenestrace z roku 1618 dosáhl po Bílé hoře významného společenského vzestupu (již v roce 1621 byl povýšen na hraběte), sám se ale nákupu konfiskátů prakticky nezúčastnil, spokojil se jen s převzetím starého rodového sídla v Košumberku, který byl zabaven jeho příbuznému Divišu Slavatovi. Naopak druhý postižený defenestrací z roku 1618, Jaroslav Bořita z Martinic (1582–1649), během rozprodeje konfiskátů svůj majetek ztrojnásobil. Skupoval především drobné statky v okolí hlavního rodového sídla ve Smečně, v severních Čechách získal velká panství zabavená Štampachům (Hasištejn, Prunéřov, Ahníkov). Dále koupil Hořovice nebo Zelenou Horu u Nepomuku, do zástavy a nakonec do dědičného vlastnictví získal také město Slaný, s nímž měl v předbělohorském období problematické vztahy.
Podobně jako Vilém Slavata se v konfiskačním procesu jen minimálně angažoval také nejvyšší kancléř kníže Zdeněk Vojtěch z Lobkovic (1568–1628), který se spokojil se ziskem panství Dřevohostice na Moravě, jímž rozšířil panství Holešov zděděné po bratru Ladislavovi. Lobkovicova manželka, významná osobnost české renesance Polyxena kněžna z Lobkovic (1567–1642), rozená z Pernštejna a vdova po Vilémovi z Rožmberka, byla v nákupu konfiskátů velmi aktivní, jejím zájmem bylo rozšířit hlavní rodová panství v Roudnici nad Labem a Vysokém Chlumci. V okolí Roudnice koupila v roce 1623 panství Dolní Beřkovice (konfiskát po rodu Belviců), Encovany (konfiskát po rodu Žejdliců) a Nelahozeves (konfiskát po rodu Gryspeků). V sousedství Vysokého Chlumce skoupila v roce 1623 řadu menších statků zabavených Divišu Černínovi a Myškům ze Žlunic.

### Boj o dědictví Smiřických a frýdlantské vévodství Albrechta z Valdštejna

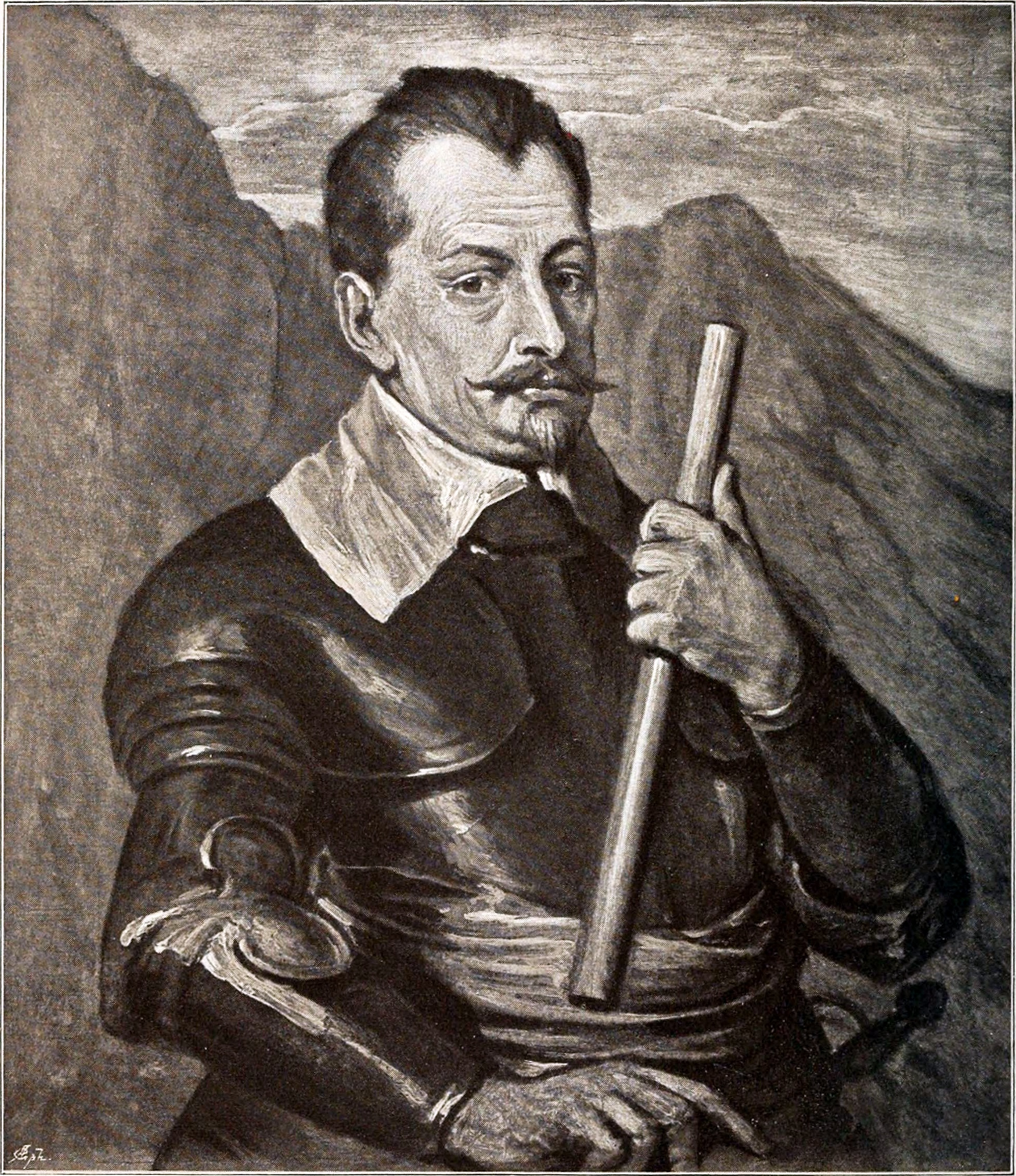
Albrecht z Valdštejna (1583–1634)

Součástí procesu pobělohorských konfiskací bylo projednávání dědictví Smiřických, tehdy nejbohatšího českého rodu, které začalo ještě před Bílou horou. Albrecht Jan Smiřický (1594–1618) patřil k předákům stavovského povstání a zároveň byl nejbohatším českým šlechticem, patřily mu rozsáhlé statky ve středních a východních Čechách (Jičín, Náchod, Kostelec nad Černými Lesy, Hořice, Hrubá Skála, Semily, Uhříněves, Dymokury). Albrecht Jan zemřel již v roce 1618, naživu zůstal jeho bratr, nesvéprávný Jindřich Jiří (1592–1630), a dvě sestry Alžběta Kateřina a Markéta Saloména. Mezi sestrami vznikl spor o poručnictví nad Jindřichem Jiřím a převzetí správy obrovského rodového majetku. O vyrovnání měla rozhodnout královská komise vyslaná do Jičína. Na jičínském zámku došlo 1. února 1620 k výbuchu, při němž zahynulo 41 osob včetně Alžběty Kateřiny Smiřické. Okolnosti exploze nikdy nebyly objasněny, mimo jiné vzhledem k tomu, že většina zúčastněných zemřela na místě.
Markéta Salomena Smiřická po Bílé hoře odešla do exilu a s sebou vzala i nesvéprávného bratra Jindřicha Jiřího. Boj o dědictví Smiřických se dostal do druhé fáze, tentokrát již s jinými aktéry. Majetek Smiřických propadl konfiskaci, ale přihlásilo se několik uchazečů se svými dědickými nároky. Největší aktivitu projevil Albrecht z Valdštejna, jehož matka z rodu Smiřických také pocházela. V návaznosti na rychlý postup Valdštejnovy kariéry postupně bledly naděje všech ostatních nárokovatelů. Valdštejn již v roce 1621 získal do zástavy panství Jičín s Kumburkem, krátce nato obdržel i poručnictví nad Jindřichem Jiřím Smiřickým (fyzicky jej převzal až v roce 1627). V roce 1623 získal od císaře většinu smiřických statků za půl miliónu zlatých (což byla zhruba polovina odhadní ceny). Tato transakce byla největším majetkovým přesunem v rámci pobělohorských konfiskací a Albrecht z Valdštejna položil základy pro budování Frýdlantského vévodství v severovýchodních Čechách, i když některé části z dědictví Smiřických později prodal.
Těsně po Bílé hoře se Albrecht z Valdštejna zbavil svých statků na Moravě zděděných po první manželce (Lukov, Vsetín) a v souvislosti se svými nároky na dědictví Smiřických směřoval své další obchodní aktivity do severních a východních Čech. Díky účasti ve finančním konsorciu bankéře Hanse de Witte získal obrovské prostředky a jen od prosince 1622 do února 1623 utratil v nákupech konfiskátů dva milióny zlatých. Řadu statků skupoval čistě ze spekulačních důvodů, aby je později vyměnil za majetek, který by vhodně zapadal do budovaného Frýdlantského vévodství (což byl mj. případ Konopiště). V severních Čechách již v letech 1621–1622 získal jako konfiskát po rodu Redernů panství Frýdlant, Liberec a Lemberk, významným přínosem byl zisk České Lípy (1622) zabavené rodu Sahlhausenů. Koupil statky zabavené českým rodům Berků z Dubé (Doksy, Bělá pod Bezdězem, Bezděz) nebo Vartenberkům (Hrubý Rohozec). V letech 1623–1624 získal rozsáhlé statky ve východních Čechách (Nové Město nad Metují, Choceň), které ale později vyměnil za jiný majetek.

### Prodej konfiskátů

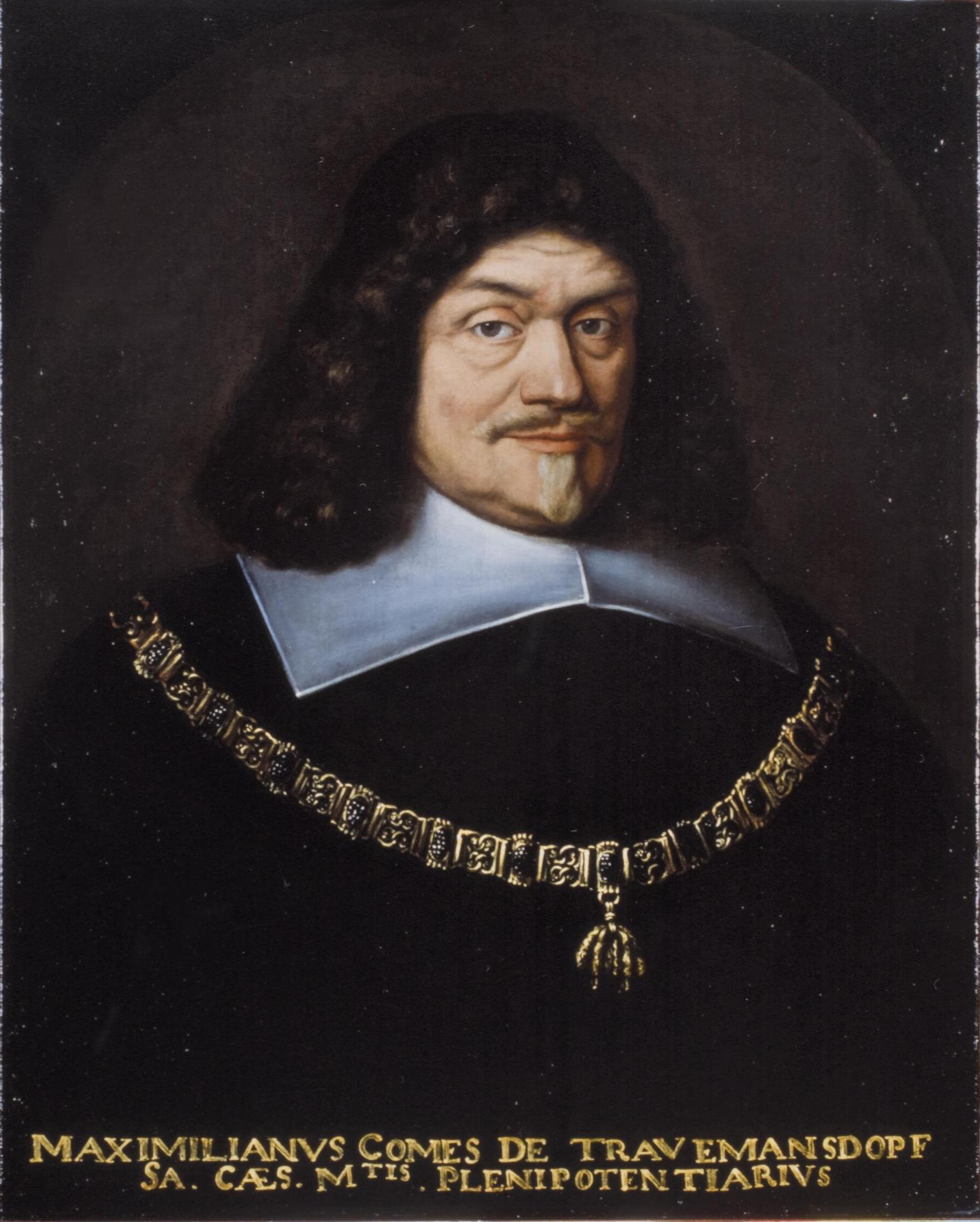
Hrabě Maxmilián z Trauttmansdorffu (1584–1650)

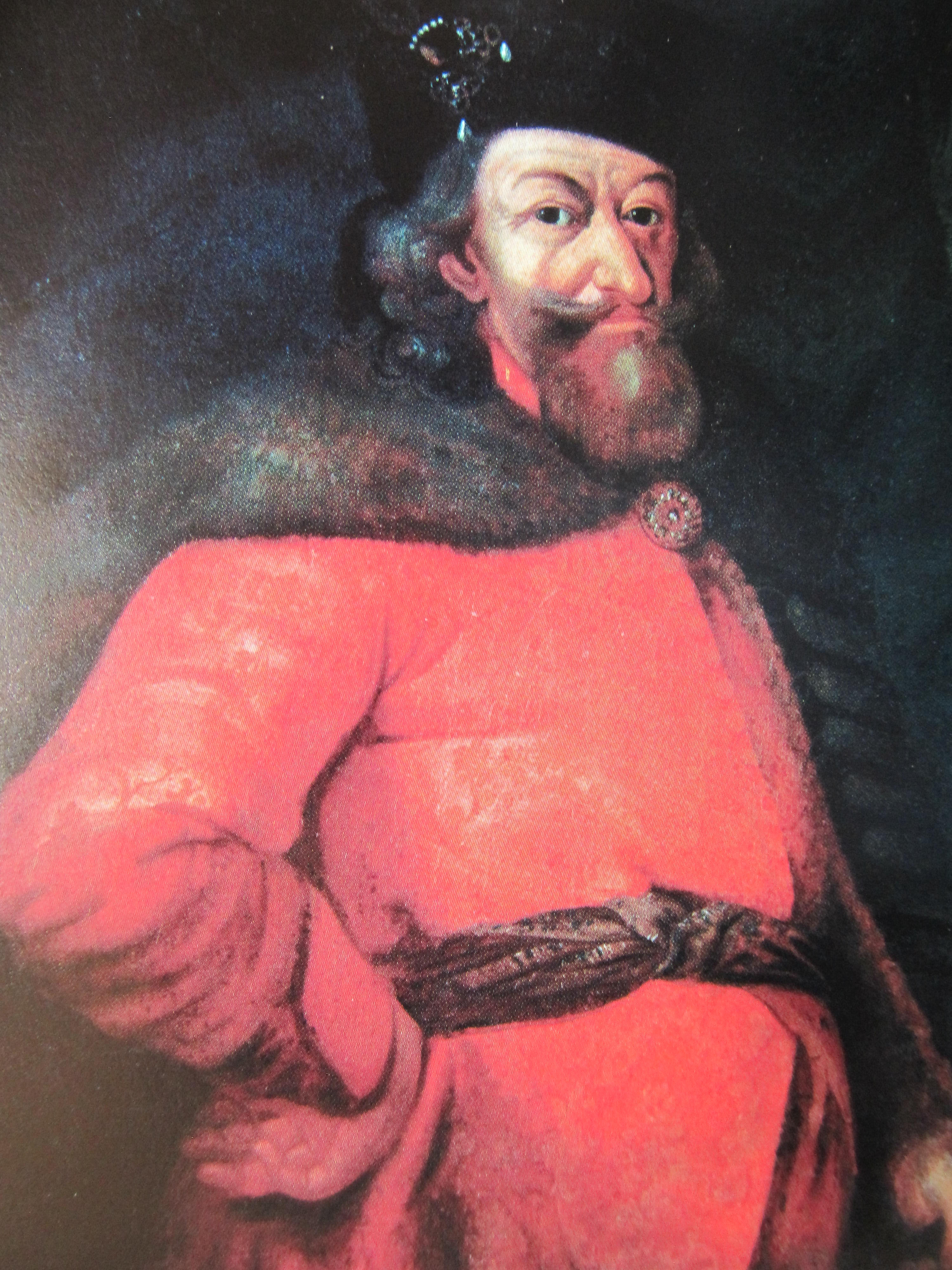
Císařský diplomat hrabě Heřman Černín z Chudenic (1576–1651)

Prvním oficiálním prodejem konfiskovaných statků byla transakce s Horšovským Týnem zabavená Vilému staršímu z Lobkovic (1553–1626), který byl za stavovského povstání jedním z direktorů a pak nejvyšším hofmistrem Fridricha Falckého. Po Bílé hoře byl původně odsouzen k trestu smrti, ale díky přímluvě svého mocného příbuzného knížete Zdeňka z Lobkovic byl cestou milosti uvězněn v Praze a později na Zbirohu, kde také zemřel. Smlouvou z 30. března 1622 získal Horšovský Týn s dalšími statky císařský dvořan Maxmilián z Trauttmansdorffu. Odhad panství byl stanoven na 265 000 zlatých, Trauttmansdorffovi byla ale předepsána kupní cena 200 00 zlatých. Z té mu bylo odpuštěno 60 000 za věrné služby, dalších 105 000 bylo sraženo na úhradu Trauttmansdorffových pohledávek u dvora a zbylých 35 000 zlatých zaplatil až v roce 1634. Podobným příkladem byla transakce s majetkem zkonfiskovaným Václavu Bohuchvalovi Berkovi z Dubé (Doksy, Bezděz, Kokořín, Houska). Tyto statky smlouvou z 6. července 1622 koupil Adam mladší z Valdštejna a zaplatit měl 260 000 zlatých, z toho mu bylo ale odpuštěno 240 000 zlatých na úhradu jeho pohledávek u císaře, takže za majetek odhadnutý původně na 362 000 zlatých zaplatil pouhých 20 000 zlatých.
Z řad české šlechty byla v nákupu konfiskátů vedle Albrechta z Valdštejna nejvíce aktivní Marie Magdalena Trčková z Lípy, rozená Lobkovicová (1569–1633), jejímž zájmem bylo rozšířit trčkovské dědictví ve východních Čechách. V roce 1622 koupila Nový Studenec se 16 vesnicemi za 18 000 zlatých (konfiskát po Jiřím z Roupova), v následujících letech získala Náchod, Smidary nebo Žacléř. V roce 1624 podnikla velkou směnnou transakci s Albrechtem z Valdštejna, jíž získala statky v hodnotě 340 000 zlatých (Nové Město nad Metují, Sadová, Vamberk). Vysoké ambice a ekonomické zájmy vedly Magdalenu Trčkovou ke spojenectví s Albrechtem z Valdštejna a také k útisku poddaných, takže na svých panstvích dostala nelichotivou přezdívku zlá Manda. Její postavení umocněné mimo jiné vysokým půjčkám císaři bylo tak silné, že i po vydání Obnoveného zřízení zemského získala v roce 1628 mimořádné privilegium zaručující svobodu víry. Její syn Adam Erdmann Trčka byl spolu s Valdštejnem zavražděn v Chebu a celé rozsáhlé dědictví Trčků se pak rozplynulo v druhé vlně konfiskací.
Jedním z typických příkladů, jaké možnosti se naskytly v pobělohorském období osobám nízkého původu, je případ Pavla Michny z Vacínova (1589–1632), který se narodil jako syn řezníka z Budyně nad Ohří a umíral jako říšský hrabě s obrovským majetkem ve středních a severních Čechách, na svých panstvích měl k dispozici 24 šlechtických sídel. Pavel Michna zbohatl jako proviantmistr císařské armády a udržoval konexe s vlivnými představiteli státní správy (Karel z Lichtenštejna, Zdeněk z Lobkovic). V roce 1622 z konfiskací po Hodějovských koupil panství Tloskov, v jeho sousedství pak o rok později koupil za 215 000 zlatých panství Konopiště, v této lokalitě pak získal řadu dalších statků. Větší majetkový komplex vytvořil v okolí Prahy, kde ve dvacátých letech skoupil Butovice, Jinonice, Řeporyje, Libeň, Dolní Břežany a Kamenici. Systematicky budoval majetkové zázemí také v severních Čechách, kde skoupil řadu vesnic a nakonec za 75 000 zlatých panství Toužetín. Postihnout obchodní aktivity Pavla Michny je složité, protože ne všechny transakce se týkaly přímo konfiskací, je ale jisté, že v období po Bílé hoře získal majetek v hodnotě bezmála půl miliónu zlatých. Svým potomkům zanechal značné dědictví a ještě dvacet let po jeho smrti patřili Michnové z Vacínova k nejbohatší šlechtě v Čechách, pak se ale díky neuváženému hospodaření jejich dědictví začalo rozpadat a nakonec skončili na okraji české aristokratické společnosti.
Ze starobylé české šlechty byl dalším významným nabyvatelem konfiskátů císařský diplomat Heřman Černín z Chudenic (1576–1651). Jeho případ znovu dokládá kontrasty tehdejšího historického vývoje, protože jeho starší bratr Diviš Černín (1565–1621) byl jedním z 27 popravených účastníků povstání na Staroměstském náměstí. Heřman Černín naopak v pobělohorském období vytvořil ze svého rodu jednu z nejvýznamnějších šlechtických dynastií v Čechách. Kromě hraběcího titulu (1627) získal rozsáhlý majetek v různých částech království. Na podzim 1622 koupil za 76 000 zlatých jako konfiskát po Jaroslavu Libštejnském z Kolovrat panství Petrohrad a Soseň, které pak dále rozšiřoval drobnými akvizicemi. Ze zabaveného majetku Colonnů z Felsu vytvořil ve dvacátých letech 17. století rozsáhlou doménu v západních Čechách (Andělská Hora, Nejdek, Stružná). Kupoval také v okolí Prahy (Vinoř, 1626).

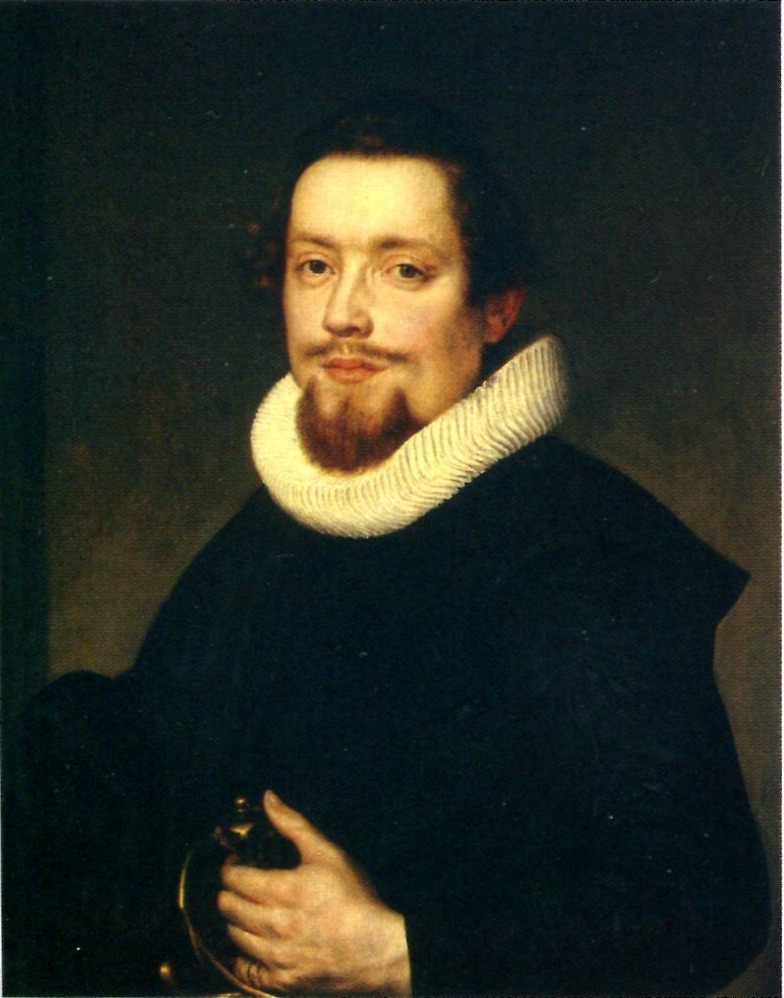
Hrabě Jaroslav Bořita z Martinic (1582–1649)

Ve srovnání se zisky Valdštejnů, Trčků, Martiniců a Černínů nesnesou srovnání mnohé další české rody, ale i některým dalším je nutno připsat rozšíření rodového majetku, v mnoha případech se opět jednalo o rodiny, jejichž příslušníci stáli v době stavovského povstání na opačných stranách. S přesahem držby až do 20. století je na místě zmínit pobělohorské zisky Vratislavů z Mitrovic (Dírná), Lažanských z Bukové (Manětín), své dědictví v okolí Chlumce nad Cidlinou rozšířili Kinští, dočasné přírůstky si připsali také Šternberkové (Horažďovice). K tematice rozdílných postojů v době povstání mezi blízkými příbuznými je na místě připomenout povstalce Volfa z Vřesovic, jemuž bylo zkonfiskováno panství Nový Hrad na Lounsku a za výhodných podmínek je v roce 1623 získal jeho bratranec Volf Ilburk z Vřesovic. Vedle již zmíněného Trauttmansdorffa se z nově přistěhovalých rodů významně uplatnil vojevůdce johanitského řádu Kryštof Šimon z Thunu (1576–1635), který v severních Čechách za velmi výhodných finančních podmínek vytvořil rozsáhlé dominium z konfiskátů Štampachů, Fictumů a pánů z Bünau (Děčín, Klášterec nad Ohří, Benešov nad Ploučnicí, Jílové u Děčína, Felixburk atd.). Podobně místokancléř Otto Nostic (1571–1630) skoupil v západních Čechách konfiskáty po rodu Šliků (Sokolov, Jindřichovice). V obou případech Thunů i Nosticů se jednalo o základ rodového majetku s přesahem až do 20. století.
I když dvořané a důstojníci blízcí císařskému dvoru získali v pobělohorských konfiskacích řadu velkých panství, značná část z těchto rodů vymřela již během 17. a 18. století. Týkalo se to i jednoho z největších nabyvatelů pobělohorských konfiskátů, knížete Jana Oldřicha z Eggenbergu, který získal velký podíl na někdejším dědictví Rožmberků (Český Krumlov, Zvíkov, Orlík); jeho rod vymřel v roce 1719. Možnosti nákupu levných statků kromě již zmíněných využili další přední dvořané z okruhu Ferdinanda II., císařský nejvyšší hofmistr Leonard z Meggau (Rabštejn nad Střelou, Žleby), císařský rada Vincenc Muschinger (Choceň, Rychnov nad Kněžnou), rakouský dvorský kancléř Jan Křtitel z Verdenberka (Kácov). Kromě skutečně významných osobností císařského dvora získali v Čechách velký majetek i četní váleční dobrodruzi a spekulanti, jakými byli například Jan Filip Husman z Namedy († 1651; Tachov) nebo Jan Filip Krac ze Šarfenštejna (1585–1635; Rýzmberk, Kout na Šumavě). Další důstojníci císařské armády různých národností získali v Čechách během konfiskací řadu velkých panství, ve většině případů ale jejich rodiny nepřežily do 18. století. Byly to například rody Verdugo (Doupov), Paradies (Kamenice nad Lipou) nebo Wahl (Líčkov).

### Pokutování měst a měšťanů

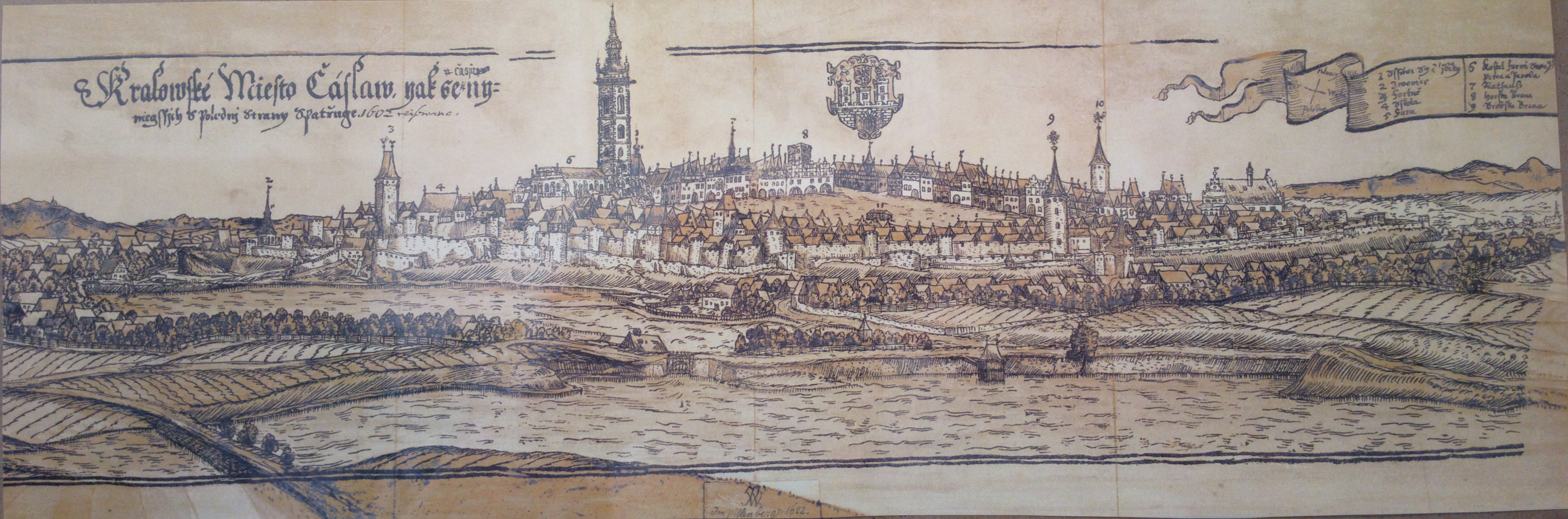
Čáslav (Jan Willenberg, 1602)

I když řadu měst postihla konfiskace po stavovském odboji v roce 1547, většině z nich byl později jejich majetek navrácen a řada měst dosáhla na přelomu 16. a 17. století významného vzestupu ve vlastnictví pozemků a díky zadlužení šlechty a královské komory i ziskům v podobě honosných sídel. Ke stavovskému povstání se připojila řada královských i poddanských měst, pro většinu z nich znamenaly pobělohorské konfiskace značný hospodářský úpadek, tresty postihly také stovky měšťanů. I když některá katolická města (České Budějovice, Plzeň) zůstala konfiskačního procesu ušetřena, obecně platí, že všechna města v Českém království značně trpěla častými průchody vojsk a z doby třicetileté války si většina městských obcí nesla do dalších desetiletí zdecimované hospodářství a dluhy. Některá královská města pro svou účast ve stavovském odboji dokonce přišla o svá královská privilegia a jako poddanská se stala majetkem šlechtických rodů (Rakovník udělen Černínům, Slaný Martinicům, Kynšperk nad Ohří Metternichům).
Praha jako hlavní město patřila k největším oporám stavovského povstání, ostatně z popravených 27 vzbouřenců na Staroměstské náměstí bylo 15 pražských měšťanů. Ve srovnání s jinými městy nepatřil jednotlivým pražským obcím nijak velký pozemkový majetek, často se navíc jednalo o statky zabavené během povstání církevním institucím a řádům, které jim pak byly vráceny. V Praze byly k pokutě nebo zabavení majetku odsouzeny stovky měšťanů, řada z nich kvůli víře pak opustila Čechy. Kromě popravených vlastnil značný majetek například Jan Theodor Sixt z Ottersdorfu, který měl být původně také popraven, ale na popravišti získal milost. Jeho honosný dům v Celetné ulici ulici získal den po staroměstské exekuci Filip Fabricius, který byl v květnu 1618 spolu s Martinicem a Slavatou vyhozen z oken Pražského hradu. Postavení vlivného královského města Kutná Hora bylo v pobělohorském období determinováno faktem, že kutnohorský primátor Jan Šultys byl v roce 1621 jedním z popravených na Staroměstském náměstí. Většina městských pozemků mimo Kutnou Horu v hodnotě přes 30 000 zlatých byla v rámci konfiskací převedena na jezuitskou kolej v Praze. V sousedství Kutné Hory přišla o své statky také Čáslav, jejíž panství Tupadly koupila Maria Magdalena Trčková. Trčkové získali také menší majetek z konfiskátů Hradce Králové. Statky Českého Brodu skoupil Karel z Lichtenštejna a připojil je ke svému panství Kostelec nad Černými Lesy, stejně tak získal i majetek Kouřimi. V severních Čechách patřil k nejbohatším městům Chomutov, který v roce 1605 koupil od Rudolfa II. za 116 000 zlatých rozsáhlé pozemky včetně chomutovského zámku. V konfiskačním procesu získal tento majetek za 220 000 Jaroslav Bořita z Martinic, ale nakonec byl v roce 1629 vrácen Chomutovu. Na rozdíl od jiných měst v Chomutově přestoupilo 400 měšťanů na katolickou víru a počet exulantů zde byl minimální. Ze sousední Kadaně naopak řada měšťanů odešla a kromě průchodu vojsk město výrazně utrpělo ničivým požárem (1631) a morovou epidemií (1633), takže kadaňští radní nakonec po dlouhých jednáních dosáhli odpuštění trestu. Litoměřice samotné jako městská obec potrestány nebyly, ale na seznamu pokutovaných se ocitly desítky litoměřických měšťanů a počet obyvatel ve městě během třicetileté války klesl o tři čtvrtiny.

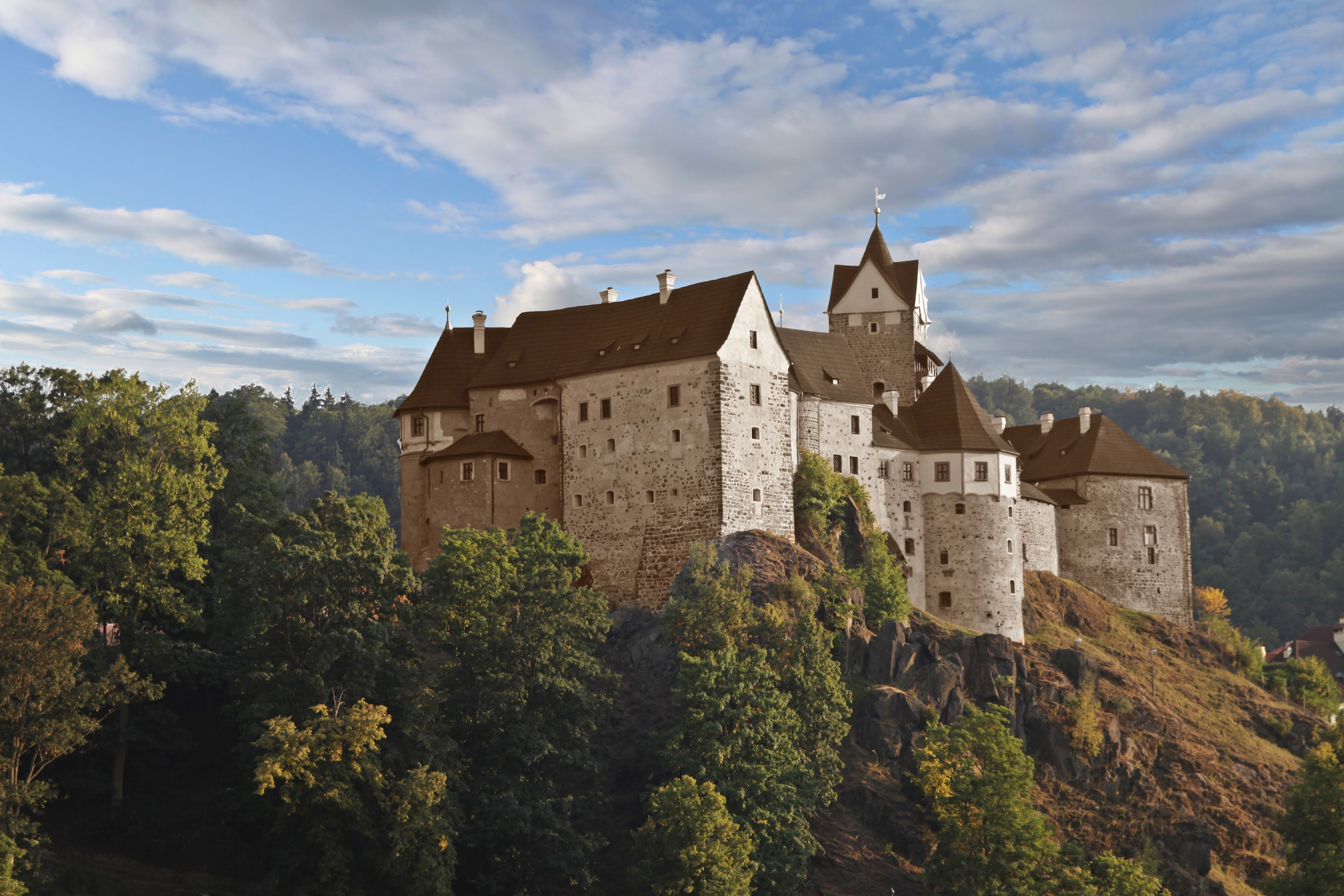
Hrad Loket

Jihočeský Týn nad Vltavou přešel i se svými majetky do vlastnictví pražského arcibiskupství, které naopak neuspělo ve své žádosti o statky města Pelhřimova. Města Písek a Vodňany i s jejich statky převzal generál Baltasar Marradas. Další jihočeské město Prachatice využilo koncem 16. století finanční tísně Petra Voka z Rožmberka a koupilo panství Helfenburk s dvěma městečky a 16 vesnicemi. Tyto statky byly Prachaticím po Bílé hoře zkonfiskovány a získal je Jan Oldřich z Eggenbergu.
Mezi nejbohatší městské obce patřil Loket, kterému patřilo panství s více než 20 vesnicemi a loketským hradem. Tento majetek v hodnotě 130 000 zlatých byl městu zabaven. V sousedství Lokte se nacházelo panství Bečov nad Teplou, které s hradem a třinácti vesnicemi patřilo Hornímu Slavkovu. Také slavkovští měšťané byli odsouzeni ke ztrátě tohoto majetku a bečovské panství pak koupil císařský rada Gerhard z Questenberka. Podobně velkým majetkem disponoval západočeský Ostrov, kterému od roku 1603 patřilo ostrovské panství se zámkem, dvě městečka, 16 vesnic a významné rybníkářské hospodářství. Ostrovský majetek v hodnotě 150 000 zlatých dostal darem vévoda Julius Jindřich Saský. V případě Chebu více než statky městské obce postihly konfiskace jednotlivé bohaté měšťany. Kynšperk nad Ohří ztratil v pobělohorské době statut královského komorního města a v rámci konfiskací jej za 40 000 zlatých získala rodina Metternichů. V západních Čechách ztratilo svůj majetek ještě Stříbro a získal jej generál Kristián z Ilova. Stejně tak sousední tachovské panství zabavené městu Tachovu koupil za bezmála 100 000 zlatých císařský plukovník Jan Filip Husman z Namedy. Problematická byla konfiskace majetku města Domažlic, protože Chodové hájili svá výsadní práva související s ochranou zemské hranice. Jejich statky včetně domažlického hradu nakonec v roce 1630 do dědičného vlastnictví získal Volf Lamingen z Albenreuthu. Domažličtí ale svůj nárok na domažlický hrad uplatňovali soudně dalších bezmála padesát let a nakonec ve sporu byli úspěšní. Některá města, i když byla původně odsouzena ke konfiskaci majetku, nakonec jim byly statky a pozemky vráceny především s ohledem na válečné útrapy a povinnosti vydržovat císařská i nepřátelská vojska (Beroun, Mladá Boleslav). Řadu měst pak následně postihl početně výrazný odchod měšťanů z důvodů válečného drancování nebo protestantské víry (Český Brod, Chrudim, Nymburk).

## Konfiskační proces na Moravě

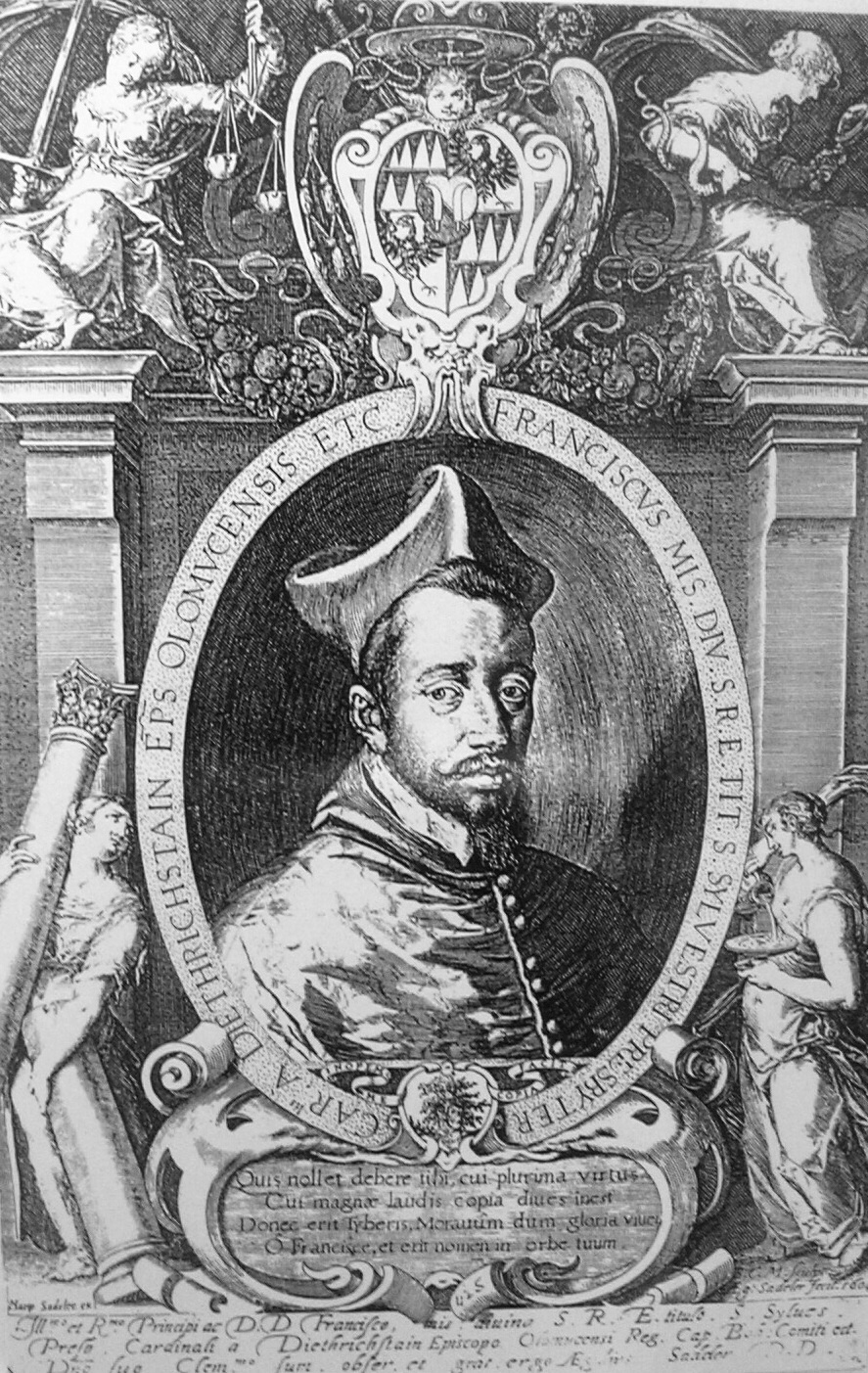
Moravský místodržitel kardinál František z Ditrichštejna (1570–1636)

Z řad povstalců byli největšími vlastníky půdy na Moravě Ladislav Velen ze Žerotína (Břeclav, Zábřeh, Moravská Třebová, Ruda nad Moravou), dále pak zemští direktoři a přední hodnostáři Moravského markrabství Pertold z Lipé (Moravský Krumlov), Jan starší Skrbenský (Fulnek, Dřevohostice), Jetřich Petřvaldský z Petřvaldu (Branná), Bernard z Kunovic (Uherský Ostroh, Hluk), Zdeněk Brtnický z Valdštejna (Brtnice, Moravské Budějovice). Z rodu Žerotínů byl významnou osobností Karel starší ze Žerotína (1564–1636), který byl uznávaným politikem na obou znepřátelených stranách a statky mu byly ponechány, nakonec ale kvůli víře emigroval a své statky na Moravě a v Čechách prodal (Náměšť nad Oslavou, Brandýs nad Orlicí). Na přelomu 16. a 17. století vytvořil na Vysočině rozsáhlé dominium Vilém Dubský z Třebomyslic (1548–1626), jehož postoje za stavovského povstání byly nejednoznačné, ale protože byl vlastníkem obrovských statků (Nové Město na Moravě, Dačice, Jimramov, Dalečín, Řečkovice), o něž byl velký zájem, jeho majetek byl zcela zkonfiskován. Dubští z Třebomyslic byli jednou z mála starobylých rodin, kterým se později podařilo vymanit z chudoby a dosáhnout vlivného společenského postavení i majetku.
Konfiskace majetku povstalců na Moravě se týkala 38% rozlohy markrabství, potrestáno bylo 268 osob na více než 150 panstvích a statcích. Podobně jako v Čechách platilo, že nejvíce postižené rody v jiných liniích naopak na konfiskacích profitovaly (Žerotínové, Bruntálští z Vrbna, Sedlničtí z Choltic). Největší zisky z konfiskátů si připsali Lichtenštejnové a Ditrichštejnové, kteří tak ovládli třetinu Moravy, značný majetek s historickým přesahem až do roku 1945 získaly také další četné cizí rodiny (Collaltové, Magnisové, Serényiové), krátkodobější charakter měly zisky Schaumburgů, Questenbergů nebo Lichtenštejn-Castelcornů. Na rozdíl od Čech se v rozdělování konfiskátů jen minimálně uplatnily starobylé domácí rody (Bruntálští z Vrbna, Březničtí z Náchoda, Lobkovicové, Berkové z Dubé). Také na Moravě padly po porážce povstání rozsudky v podobě trestu smrti, nakonec byl ale popraven jen Václav Bítovský z Bítova (1569–1628), jeho exekuce ale proběhla až po několika letech, kdy byl zajat ve Slezsku. Dalším odsouzeným byly tresty smrti cestou milosti změněny na doživotní vězení, nejbohatší předáci povstání však krátce po Bílé hoře uprchli za hranice (Ladislav Velen ze Žerotína). Stejně jako v Čechách, tak i na Moravě byly starobylé rody, u nichž v případě účastníků vzpoury znamenaly konfiskace hmotnou likvidaci, zatímco jiní příslušníci téhož rodu v pobělohorském období dosáhli majetkového a společenského vzestupu (Žerotínové, Bruntálští z Vrbna). Někdy se tak stalo i v případě sourozenců, kdy například Michael Adolf z Althannu z konfiskací získal statky svého bratra Volfa Dětřicha z Althannu (Vranov nad Dyjí, Jaroslavice).

### Majetkový vzestup Ditrichštejnů a Lichtenštejnů

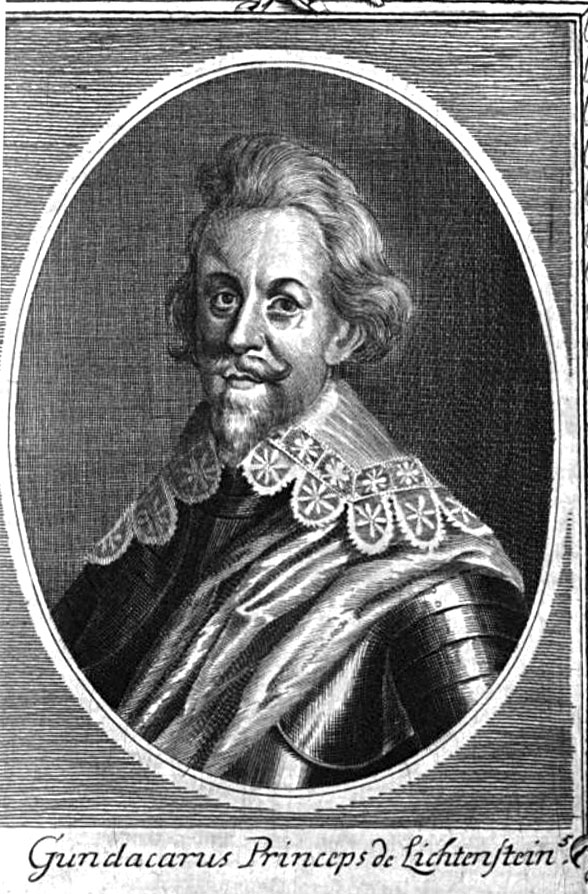
Kníže Gundakar z Lichtenštejna (1580–1658)

Na rozdíl od Čech není dodnes úplně přesně známé složení konfiskační komise na Moravě, celý proces ale osobně řídil moravský místodržitel kardinál František z Ditrichštejna (1570–1636), který se zároveň stal jedním z největších nabyvatelů konfiskátů. Jeho rod od 16. století vlastnil na jižní Moravě Mikulov, František z Ditrichštejna po Bílé hoře skoupil za výhodných podmínek řadu statků v různých částech markrabství a také na Vysočině a vytvořil tak základy pozemkového bohatství Ditrichštejnů na dvě další století. Z majetku Jiřího z Vrbna získal rozsáhlá panství Helfštýn a Lipník nad Bečvou, v jejich sousedství obdržel panství Hranice Václavu Molovi z Modřelic. Na Vysočině koupil Nové Město na Moravě jako konfiskát po Vilémovi Dubském z Třebomyslic, nedaleko odtud získal Polnou a Přibyslav, které v konfiskacích ztratil Rudolf Zejdlic ze Šenfeldu.
Lichtenštejnové byli na jižní Moravě usazeni již od 13. století a koncem 16. století výhodnou sňatkovou politikou převzali obrovské dědictví vymřelého rodu pánů z Boskovic. Karel z Lichtenštejna se svými bratry Maxmiliánem a Gundakarem svými zisky z pobělohorských konfiskací významně rozšířili rodový majetek, který pak dědicům v prakticky nezměněné podobě zůstal až do roku 1945. Karel z Lichtenštejna (1569–1627) byl po Bílé hoře místodržitelem v Čechách a tady také získal značný majetek (Kostelec nad Černými Lesy, Lanškroun), měl ale pochopitelně zájem i na rozšíření svého dědictví na Moravě. Největším ziskem bylo převzetí konfiskovaného majetku nejbohatšího účastníka povstání Ladislava Velena ze Žerotína (Moravská Třebová, Ruda nad Moravou, Zábřeh), ve stejné lokalitě získal panství Branná zabavené Jetřichovi Petřvaldskému z Petřvaldu.
Karlův mladší bratr Gundakar z Lichtenštejna (1580–1658) v roce 1622 získal rozsáhlá panství zabavená pánům z Lipé a pánům z Kunovic (Moravský Krumlov, Uherský Ostroh). Gundakarova moravská panství byla v roce 1633 povýšena na knížectví. Na majetku potrestaného Bernarda z Kunovic se obohatil také další z bratrů Maxmilián z Lichtenštejna (1578–1643), který získal Kunovice a Hluk, především ale zbohatl převzetím statků Bedřicha a Karla z Kounic (Ždánice). Celkově bratři Lichtenštejnové získali v pobělohorských konfiskacích šestnáct panství, jejich rozloha a počet poddaných z nich učinila nejvýznamnější nabyvatele majetku na Moravě po Bílé hoře.

### Zisky císařských generálů a moravské šlechty
Významný majetek získal císařský vojevůdce, pozdější polní maršál Hanibal ze Schaumburgu (1582–1634), který z konfiskátů méně významných rodů Blektů z Útěchovic, Krokvicarů a Kusých z Mukoděl vytvořil rozsáhlé pozemkové vlastnictví na rozhraní Moravy a jižních Čech (Písečné, Krasonice, Velký Beranov). Největším Schaumburgovým ziskem byly Moravské Budějovice z konfiskací po Zdeňku Brtnickém z Valdštejna. Na Valdštejnově majetku se významně obohatil také další císařský vojevůdce Rombald Collalto (1575–1630), který uplatnil nárok na rozsáhlé panství Brtnice. Schaumburg a Collalto se po Lichtenštejnech a Ditrichštejnech zařadili mezi významné pozemkové vlastníky na Moravě. Vlivný finanční poradce císaře a prezident dvorské komory hrabě Seyfried Kryštof Breuner (1569–1651) vlastnil statky v Dolním Rakousku na hranici s Moravou a po Bílé hoře získal Lomnici a Hrušovany nad Jevišovkou. Vlivný císařský diplomat Gerhard z Questenberka (1580–1646) koupil v roce 1624 panství Jaroměřice nad Rokytnou, zároveň získal značný majetek v západních Čechách (Bečov nad Teplou). Právě příklad Questenberků ukazuje, že snadné zisky během konfiskačního procesu v různých částech monarchie způsobily dědicům v dalších generacích značné problémy co se týče efektivního hospodaření na statcích vzdálených od sebe stovky kilometrů.
Moravský nejvyšší zemský sudí Lev Burian Berka z Dubé († 1626) často zastupoval nepřítomného místodržitele Františka z Ditrichštejna a rozhodoval o přidělování konfiskátů, sám získal velké panství Dačice zabavené Vilémovi Dubskému z Třebomyslic. Na Moravě uplatnil své nároky také český nejvyšší kancléř Zdeněk Vojtěch z Lobkovic (1568–1628), který zažádal o Dřevohostice (konfiskát po Skrbenských), aby tak rozšířil panství Holešov zděděné po starším bratrovi. Na neprůhledných postojích v době stavovského povstání i po něm založil svou kariéru Jiří z Náchoda († 1634), který po Bílé hoře za zásluhy vyslovil v rámci konfiskací vysoké požadavky, které byly označeny jako přemrštěné, přesto získal rozsáhlý majetek (Bystřice nad Pernštejnem, Hrotovice, Miroslav). Ze staré domácí šlechty se na pobělohorských konfiskacích dále obohatil například Václav Bruntálský z Vrbna (1589–1649), který koupil Fulnek z bývalého majetku Skrbenských.
Moravský místodržitel František z Ditrichštejna byl především církevním hodnostářem a jako olomoucký biskup se zasloužil o rozšíření majetku olomouckého biskupství a olomoucké kapituly. Protežování jezuitů v té době se projevilo zisky jezuitských kolejí v Brně (Řečkovice, Boleradice), Olomouci (Čejkovice, Jihlavě (Meziříčko) a Znojmě (Bohutice). Významné majetkové přesuny proběhly ve prospěch řádu německých rytířů, v jehož čele tehdy stál císařův bratr arcivévoda Karel (Bruntál, Sovinec).

## Valdštejnské konfiskace

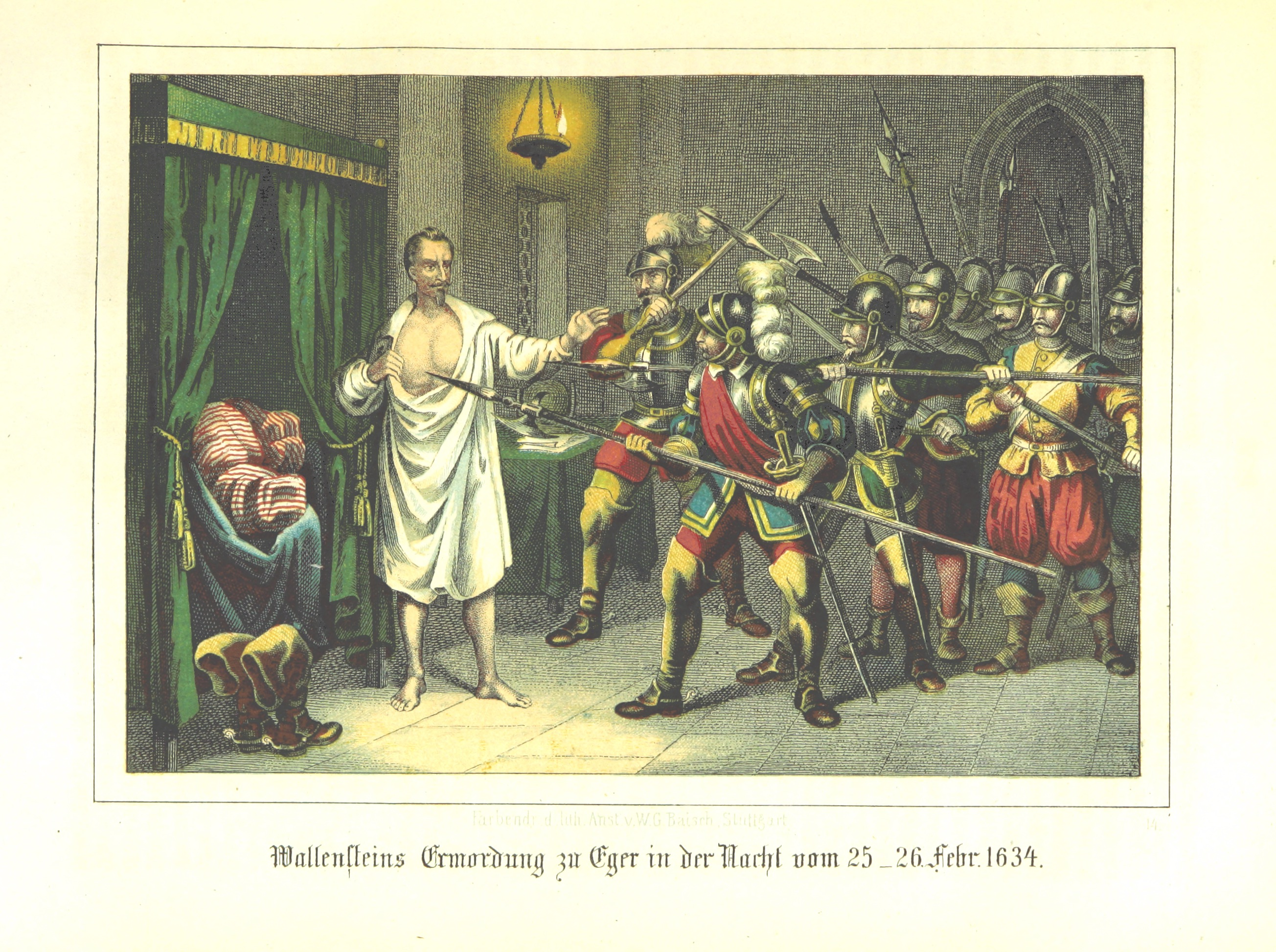
Vražda Albrechta z Valdštejna v Chebu v únoru 1634

V souvislosti s nejednoznačným jednáním Albrechta z Valdštejna bylo koncem roku 1633 rozhodnuto o jeho odstavení z postu vrchního velitele císařské armády. Do spiknutí proti němu se zapojili jeho někdejší blízcí spolubojovníci (Gallas, Piccolomini, Aldringen). Původní záměr Valdštejna zatknout a dopravit jej do Vídně skončil nikoli úplně plánovanou Valdštejnovou vraždou v Chebu 25. února 1634. Již krátce předtím byl vydán příkaz k zajištění jeho majetku, což se týkalo i jeho nejbližších příznivců, kteří spolu s ním byli v Chebu zavražděni (Trčka, Kinský, Ilov). Jejich statky (především Valdštejna a Trčky) zahrnovaly prakticky celé severní a východní Čechy a byly odhadnuty na patnáct miliónů zlatých.
Proces druhé vlny konfiskací byl mnohem jednodušší a rychlejší díky tomu, že se týkal jen velmi malého počtu osob, navíc hlavní aktéři Albrecht z Valdštejna a jeho nejbližší příznivci Adam Erdmann Trčka z Lípy a Vilém Kinský byli zavražděni v Chebu, mimoto celý rod Trčků úplně vymřel ještě v roce 1634. Odpadla tím složitá licitace o výši konfiskovaného majetku a dlouhá vyjednávání jako v případě první konfiskační vlny, jen Valdštejnova manželka Isabela uhájila svůj nárok na panství Česká Lípa. Albrechtův synovec Maxmilián z Valdštejna (1596–1655) jako vlivný císařský dvořan udržel své statky Mnichovo Hradiště, Svijany, Hrubá Skála a Zvířetice. Na část zabaveného majetku Viléma Kinského uplatnil svůj nárok jeho synovec Jan Oktavián Kinský, který převzal panství Česká Kamenice.

Generál Rudolf Colloredo (1585–1657)

Největší podíl na zisku z valdštejnských konfiskací si připsal pozdější polní maršál a vrchní velitel císařských vojsk hrabě Matyáš Gallas (1588–1647), který z majetku Albrechta z Valdštejna a Trčků získal statky v hodnotě bezmála jednoho miliónu zlatých (Frýdlant, Liberec, Smiřice). Generál Rudolf Colloredo (1585–1657) a jeho bratr Jeroným (1582–1638) získali panství Opočno v hodnotě téměř 400 000 zlatých. Na majetku Trčků se obohatil Ottavio Piccolomini (1599–1656), který v návaznosti na Valdštejnův pád získal titul hraběte a v armádě se stal polním maršálem. V roce 1634 získal panství Náchod s hradem Rýzmberkem v hodnotě čtvrt miliónu zlatých. Sídelní město frýdlanstvího vévodství Jičín s rozsáhlým panstvím ohodnoceným na 400 000 zlatých převzal císařský polní maršál a člen dvorské válečné rady Rudolf z Tiefenbachu (1582–1653). Na rozdíl od Colloredů nebo Piccolominiů byl další nabyvatel statků z valdštejnských konfiskací generál Jan Aldringen (1588–1634) zcela prostého původu. Z majetku Viléma Kinského získal panství Teplice s Doubravskou horou v hodnotě bezmála 100.000 zlatých. Valdštejnovy statky Český Dub a Frýdštejn v hodnotě 160 000 zlatých získal generál Jan Ludvík Isolani (1586–1640).
Další podíly na valdštejnských konfiskacích připadly řadě dalších císařských generálů a plukovníků jako byli Walter Leslie (1605–1667; Nové Město nad Metují), Jan z Becku (1588–1648; Houska, Kokořín), Rudolf Jan z Morzinu (†1646; Vrchlabí), Vilém Lamboy († 1659; Hostinné), Francesco Caretto (1590–1651; Bělá pod Bezdězem), Arnošt de Suys (1590–1646; Tupadly), Adrian z Enkenfurtu (1603–1663, Ledeč nad Sázavou), Matouš Vernier z Rougemontu (1600–1658; Lipnice nad Sázavou), Jan Rudolf Breda († 1640; Lemberk) nebo Giacomo Strozzi (Hořice). Plukovník Walter Butler za svou přímou účast na Valdštejnově vraždě získal panství Doksy, Nový Berštejn a Dubá v hodnotě přes 220 000 zlatých.
Zatímco v první vlně pobělohorských konfiskací ztratili většinu majetku Šlikové, jediný člen rodu, generál hrabě Jindřich Šlik (1580–1650) vstoupil do císařských služeb a byl dlouholetým prezidentem dvorské válečné rady. Již v roce 1632 dostal od Valdštejna panství Ploskovice, z valdštejnských konfiskací pak za 364 000 zlatých získal panství Veliš a Staré Hrady s Kopidlnem. Ačkoliv se po popravě Jáchyma Ondřeje Šlika a konfiskaci majetku jeho příbuzných v západních Čechách zdála další existence rodu nemožná, Jindřich Šlik položil základy hmotného zabezpečení pro další staletí a Šlikové si udrželi postavení adekvátní k titulu říšských hrabat, který jim náležel již od roku 1437. Ze staré české šlechty se na valdštejnských konfiskacích obohatila také kněžna Polyxena z Lobkovic, která získala panství Kost, krátce nato je ale prodala Černínům. Některým rodům zůstaly statky, za které předtím Albrecht z Valdštejna nezaplatil (Harantové – Jilemnice). Na valdštejnských konfiskacích se obohatily i církevní instituce, emauzský klášter převzal hrad Bezděz s řadou vesnic.
Skutečný vrah Albrechta z Valdštejna, irský důstojník Walter Devereux, musel paradoxně na svou odměnu čekat nejdéle. Hned po akci v Chebu sice dostal v hotovosti 1 000 zlatých, ale poté, co si vzdálení pozorovatelé Valdštejnovy vraždy rozdělovali bohaté statky statisícových hodnot, přihlásil se také o svůj podíl. Jeho žádosti zůstávaly delší dobu nevyslyšeny, protože v čele s císařem si všichni zúčastnění byli vědomi faktu, že zákeřná vražda není morálně uznatelným způsobem odstranění vrchního velitele císařských vojsk a říšského knížete. Neodbytný Devereux nakonec až v roce 1636 získal trčkovské statky Krchleby a Chlum v hodnotě 76 000 zlatých, byl ale povinen vyplatit další řadové vojáky zúčastněné na Valdštejnově vraždě.

## Dozvuky pobělohorských konfiskací

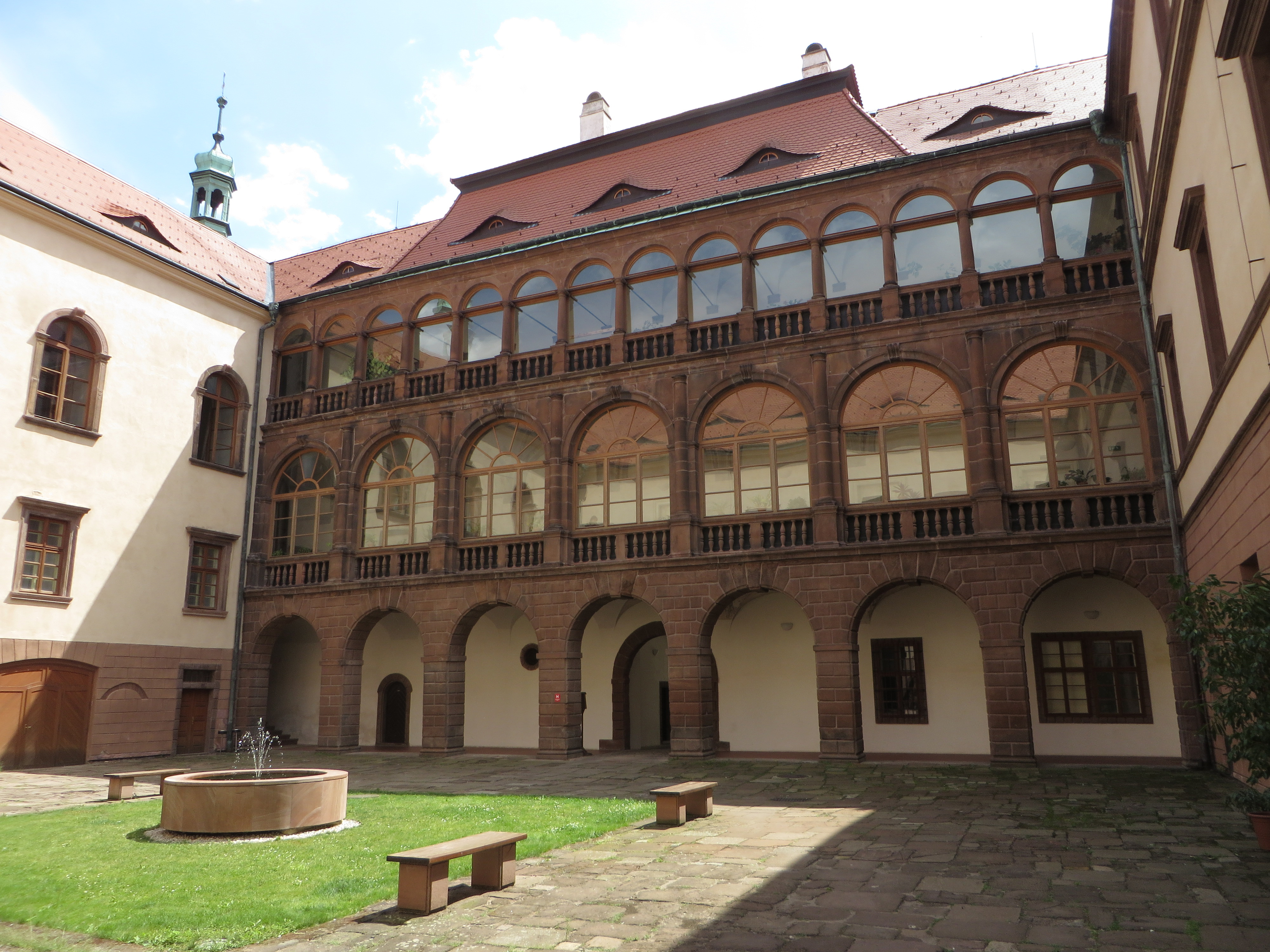
Zámek Kostelec nad Černými Lesy

Pobělohorské konfiskace měly za následek především praktickou likvidaci rytířského stavu v Čechách a spolu se slučováním do větších územních celků také zánik stovek drobných statků. V návaznosti na to pozbyly svého významu také desítky šlechtických sídel, především tvrzí. U největších pozemkových vlastníků se na okraj zájmu dostaly i dosud honosné renesanční zámky, což se týkalo především obrovských moravských dominií Lichtenštejnů a Ditrichštejnů. Mezi nejbohatší českou šlechtu se díky konfiskacím dostaly rody Eggenbergů, Trauttmansdorffů, Thun-Hohensteinů nebo Buquoyů. Ze starých českých rodin si významné majetkové postavení udrželi Slavatové, Lobkovicové, Černínové, Berkové z Dubé, Martinicové a přes exces Albrechta z Valdštejna také Valdštejnové. Tento stav také odráží berní rula z roku 1654, která mezi nejbohatší šlechtou jmenuje právě výše uvedené rodiny. V berní rule z roku 1654 se ještě objevuje rod Michnů z Vacínova, který v pobělohorských konfiskacích zbohatl mimořádně, ještě během 17. století ale o většinu majetku přišel a pak až do svého vymření v roce 1877 živořil na pokraji aristokratické společnosti, byť s hraběcím titulem. Ztráta statků prodejem či vymřením rodu provázela také řadu přistěhovalců po roce 1620 a již Bohuslav Balbín jako obránce češtiny ve svém díle zmínil, že ještě během 17. století zmizelo z českého prostředí více než 80 rodin přistěhovalých po Bílé hoře. Naopak některé přistěhovalé rody se s českým prostředím sžily prostřednictvím sňatků a účastí ve státní správě, v neposlední řadě také financováním řady památek barokní architektury (Trauttmansdorffové, Thun-Hohensteinové).
I když se situace ve vlastnictví panství zdála stabilizovaná, ještě několik desetiletí po Bílé hoře probíhala řada soudních sporů souvisejících s konfiskacemi. Nejvýznamnějším příkladem bylo panství Kostelec nad Černými Lesy, kde své nároky musel obhajovat Karel Eusebius z Lichtenštejna (1611–1684) ještě třicet let po smrti svého otce. I když Lichtenštejnové patřili k přední aristokracii monarchie, Kostelec nad Černými Lesy spadal do dědictví Smiřických, na nějž si na počátku vlády Leopolda I. činil nárok Gottlieb Amadeus Windischgrätz (1630–1695), který se sňatkem dostal do blízkého příbuzenstva Habsburků. Karel Eusebius z Lichtenštejna byl vyzván, aby doložil právoplatnost transakce na Kostelci mezi jeho otcem a Albrechtem z Valdštejna (1623). Po několikaletých peripetiích nakonec Lichtenštejn zaplatil císařské pokladně jeden milión zlatých a tím se vyhnul dalšímu vyšetřování (1658). Podobně například Pavel Michna z Vacínova obdržel z konfiskovaných statků 900 000 zlatých na úhradu svých válečných půjček císaři. Správně měl ale dostat jen půl miliónu zlatých a škoda, která tak královské komoře vznikla, se řešila ještě v roce 1662, kdy byl před komorní soud povolán Michnův dědic Václav Michna z Vacínova. Švamberkové i jejich dědicové Paarové se až do konce 17. století soudili s rodem Buquoyů o nároky na panství Nové Hrady a Rožmberk, naopak Buquoyové se více než sto let marně domáhali finanční odměny ve výši 200 000 zlatých, kterou měl za své služby dostat Karel Bonaventura Buquoy. Dlouholetý soudní proces provázel majetkové poměry v Domažlicích, kde měšťané uplatňovali svá práva na domažlický hrad. V roce 1671 nakonec soud vyhráli na úkor rodu Lamingerů. Justiční dohru s přesahem několika desetiletí měly také konfiskace na řadě menších statků.

## Pobělohorské konfiskace v literatuře
Nejvýznamnější prací k tematice pobělohorských konfiskací jsou Dějiny konfiskací v Čechách po r. 1618 Tomáše Bílka. Ten byl jako ředitel gymnázia v roce 1873 penzionován z politických důvodů a poté se uplatnil jako historik. Nejprve se věnoval majetkovým poměrům jezuitského řádu a poté na základě archivních pramenů sepsal Dějiny konfiskací, které vyšly ve dvou svazcích v letech 1882–1883. Bílkovo dílo bylo později mnohokrát podrobeno kritice kvůli řadě drobných nepřesností, svým rozsahem ale zůstalo dodnes nepřekonáno a stále je stěžejním pramenem k problematice pobělohorského vývoje v Čechách. Z Bílkových informací čerpali mnozí autoři děl o historii české šlechty a šlechtických sídel, především August Sedláček ve svém rozsáhlém díle Hrady, zámky a tvrze království Českého (1882–1927). S ohledem na osobnost Albrechta z Valdštejna a jeho Frýdlantského vévodství se konfiskačnímu procesu podrobně věnoval Josef Janáček ve svém nejvýznamnějším díle Valdštejn a jeho doba (1978).
Konfiskacím na Moravě se dlouhodobě v různých studiích věnoval brněnský historik Tomáš Knoz, jehož práce vyvrcholila knihou Pobělohorské konfiskace (2006), vydanou Masarykovou univerzitou. Dílčím způsobem zpracovali téma konfiskací také autoři biografií různých osobností spojených s daným obdobím, například Jan Kilián (Filip Fabricius z Rosenfeldu a Hohenfallu, 2005; Martin Maxmilián z Golče, 2010; Jan Beck, 2014). Problematiku dlouholetých soudních sporů navazujících na konfiskace zmapoval podrobně v regionálním měřítku severovýchodních Čech Ondřej Tikovský v knize S údělem prosebníka (2013). Zatím naposledy k tématu přispěl heraldik Milan Mysliveček, který ve své práci vydané k 400. výročí bitvy na Bílé hoře prezentoval ucelený přehled rodin postižených konfiskacemi (Potrestání stavů českých po prohrané bitvě bělohorské; 2020).